# Bad Rappenau
Bad Rappenau (Ausspracheⓘ, bis 1930 Rappenau) ist eine Stadt im Kraichgau im Nordwesten des Bundeslandes Baden-Württemberg, rund 14 km nordwestlich von Heilbronn und 34 km südöstlich von Heidelberg. Sie gehört zum Mittelzentrumsbereich Heilbronn des gleichnamigen Oberzentrums, zum Regionalverband Heilbronn-Franken sowie zur Randzone der europäischen Metropolregion Stuttgart.
Nach Neckarsulm und vor Eppingen ist Bad Rappenau die zweitgrößte Stadt des Landkreises Heilbronn. Die Gemeinde erhielt am 1. Oktober 1973 die Stadtrechte und ist seit dem 1. Januar 2003 „Große Kreisstadt“; den Titel eines „Heilbads“ trägt der Ort seit 1930.

## Geographie

### Geographische Lage
Bad Rappenau liegt im nordöstlichen Kraichgau. Der Hauptort und der größte Teil der Gemarkung liegen bereits auf der Kraichgau-Hochfläche, während sich der Stadtteil Heinsheim am rund 100 Höhenmeter tiefergelegenen Ufer des Neckars befindet. Das wichtigste Gewässer ist der Mühlbach, der im westlich des Hauptorts gelegenen Stadtteil Babstadt entspringt. Er durchquert Bad Rappenau, speist den See im Kurpark, um dann nach Nordosten über das sogenannte Fünfmühlental in den Neckar zu münden.

### Nachbargemeinden
Folgende Städte und Gemeinden grenzen an die Stadt Bad Rappenau (im Uhrzeigersinn, beginnend im Osten): Gundelsheim, Offenau und Bad Wimpfen (alle Landkreis Heilbronn), Heilbronn (Stadtkreis), Massenbachhausen und Kirchardt (beide Landkreis Heilbronn), Sinsheim, Neckarbischofsheim und Helmstadt-Bargen (alle Rhein-Neckar-Kreis), Hüffenhardt (Neckar-Odenwald-Kreis), Siegelsbach (Landkreis Heilbronn) und Haßmersheim (Neckar-Odenwald-Kreis). Mit den Gemeinden Kirchardt und Siegelsbach ist Bad Rappenau eine Vereinbarte Verwaltungsgemeinschaft eingegangen.

### Stadtgliederung
Das Stadtgebiet Bad Rappenaus gliedert sich in die Kernstadt und die Stadtteile Babstadt, Bonfeld, Fürfeld, Grombach, Heinsheim, Obergimpern, Treschklingen und Wollenberg.
Zu Bad Rappenau selbst gehören noch das Dorf Zimmerhof, die Weiler Kohlhof und Mayerhof sowie die Wohnplätze Barthsmühle, Kugelmühle und Sommersmühle. Zu Babstadt gehören die Höfe Oberbiegelhof und Unterbiegelhof, zu Bonfeld die Höfe Eichhäuser Hof, Obere Mühle und Untere Mühle, zu Heinsheim der Wohnplatz Ehrenberg, zu Obergimpern die Höfe Eulenberg(er)hof und Wagenbach sowie die Wohnplätze Obere Mühle und Portland-Zementwerk, zu Wollenberg der Wohnplatz Neumühle. Abgegangene, heute nicht mehr bestehende Orte sind Speßhart und Straßbach auf Markung Rappenau, Eichhausen auf Markung Bonfeld, Hurenfurt (Altfürfeld) auf Markung Fürfeld und Battenhausen auf Markung Grombach.

### Flächenaufteilung
Nach Daten des Statistischen Landesamtes, Stand 2014.

## Geschichte

### Frühe Geschichte
Zur Römerzeit bildete die heutige Gemarkung von Rappenau das Hinterland des strategisch wichtigen Kastell Wimpfen im Tal. Die bedeutende Römerstraße von Speyer nach Wimpfen, deren Verlauf auf Rappenauer Gebiet heute die L 530 folgt, durchquerte die Rappenauer Gemarkung von Westen nach Osten. In mehreren der heutigen Rappenauer Teilorte, darunter Fürfeld, Babstadt und Obergimpern, befanden sich Villae rusticae, während man in Rappenau selbst 1994 die Reste eines römischen Getreidespeichers ergraben hat.
Rappenau wurde als Rappenaw 1343 erstmals urkundlich erwähnt, jedoch wird 1190 bereits ein Raban von Wimpfen als Reichsministeriale genannt, dem verschiedentlich der Name des Ortes als „Rabans Aue“ zugeschrieben wird und dessen Nachfahren den Raben im Wappenschild führten. Anderen Deutungen zufolge wurde der Ort nach einem nicht weiter bekannten Gründer Rappo, der nicht mit dem Ministerialen in Verbindung stand, benannt. Ein Rappe, wie er im heutigen Ortswappen zu sehen ist, scheidet als Namensgeber aus, da der Begriff in der deutschen Sprache erst um das 16. Jahrhundert gebräuchlich wurde. Als sicher gilt nur die Endung auf Au, die sich auf die feuchte Niederung des Mühlbachs bezieht.
Die Besiedelung erfolgte vermutlich in merowingisch-fränkischer Zeit, worauf ein nördlich der Heinsheimer Straße vorgefundenes Gräberfeld und zahlreiche Keramikfunde hindeuten. Der Besitz war in aus Einzelhöfen bestehende Erblehen aufgeteilt, eine Allmende entstand erst im Verlauf des 14. Jahrhunderts. Die Siedlung konzentrierte sich schließlich auf zwei Kerne: das Unterdorf um das Wasserschloss und das Oberdorf um die Kirche, wo sich ebenfalls ein Herrensitz beim heutigen Marktplatz befand. Die Siedlungskonzentration führte im späten Mittelalter zur Aufgabe des nordwestlich gelegenen Weilers Speßhart.
Die Oberlehensherrschaft über Rappenau lag bis 1339 bei den Grafen von Vaihingen und Grafen von Württemberg, ab 1344 allein bei den Grafen und späteren Herzögen von Württemberg. Außerdem hatte das Stift Wimpfen Rechte am Ort. Beim Übergang des Vaihinger Anteils an Württemberg kam das gesamte Lehen an Konrad von Helmstatt aus der Rappenauer Linie der Herren von Helmstatt, der zuvor bereits den größeren württembergischen Teil besessen hatte. In der Folgezeit wuchsen Ober- und Unterdorf zu einem Dorf zusammen, dessen natürliche Grenze nach Süden der Mühlbach war. Nach Konrads Tod, gegen Ende des 14. Jahrhunderts, kam das Lehen in verschiedene Hände, bevor Peter von Helmstatt 1436 wieder das ganze Lehen erwarb. 1438 kam während der Vormundschaft der Herren von Weinsberg über Jost und Martin von Helmstatt ein Fünftel der Rechte an Dorf und Vogtei an die Stadt Wimpfen (das so genannte Wimpfener Fünftel, das erst 1649 wieder zum Lehensgut kam). 1578 veräußerten Daniel und David von Helmstatt das Lehen an Johann Philipp von Helmstatt, einen entfernten Verwandten aus dem Dürkasteler Ast der Familie. Johann Philipp stand in kurpfälzischen Diensten und konnte die mit dem Lehen verbundene Vasallenpflicht für den württembergischen Herzog Ludwig nicht wahrnehmen. Er verkaufte den gesamten Helmstatter Anteil daher 1592 für 35.000 Gulden an Reinhard von Gemmingen zu Treschklingen (1532–1598) aus der Familie der Herren von Gemmingen, die neben dem Lehen hier auch umfangreichen Allodialbesitz erwarben.

### Rappenau unter den Herren von Gemmingen
Reinhard von Gemmingens Sohn Eberhard (1567–1611) vollendete bis 1603 das Rappenauer Wasserschloss an der Stelle des alten Schlosses, verstarb jedoch früh. Seine minderjährigen Söhne Philipp, Melchior-Reinhard und Hans Sigmund unterstanden vorerst der Vormundschaft der Brüder Eberhards, zunächst Hans Wilhelm, der 1615 starb, und dann Reinhard dem Gelehrten. Die Brüder Philipp, Melchior-Reinhard und Hans Sigmund verstarben alle jung im Dreißigjährigen Krieg. Rappenau wurde während des Krieges mehrfach niedergebrannt. Das Lehen wurde 1630 eingezogen. Während des Krieges war der minderjährige, mit der Mutter nach Menzingen geflohene Eberhard (1628–1675) der einzige Stammhalter. Er erhielt 1648 nach dem Westfälischen Frieden das Lehen über Rappenau zurück. Er war zeitweilig Direktor des Ritterkantons Kraichgau und verstarb kinderlos.
Nach Eberhards Tod trat 1675 sein älterer und bereits reich begüterter Großneffe Weiprecht von Gemmingen (1608–1680) in die Erbfolge ein. Dessen Söhne Erpho, Weiprecht, Uriel und Reinhard verwalteten den väterlichen Besitz bis 1688 gemeinsam, danach kam Rappenau an Uriel (1644–1707), der ab 1684 ebenfalls Direktor des Ritterkanton Kraichgau war.
Auf Uriel folgte sein Sohn Karl Ludwig von Gemmingen (1700–1752), der keine männlichen Nachkommen hatte, so dass Rappenau 1752 an den entfernten Vetter Eberhard von Gemmingen (1713–1757) kam, der als preußische Militärperson Bekanntheit erlangte. Sein Sohn Eberhard Georg (1754–1806) war beim Erbfall erst drei Jahre alt, so dass Rappenau unter die Vormundschaft von Eberhard Georgs Großvater Eberhard (1688–1767) kam. Nach dessen Tod war der Lehenserbe noch immer nicht mündig, so dass dessen in Treschklingen begüterter Onkel Sigmund von Gemmingen (1724–1806) die Vormundschaft übernahm und 1779 schließlich den Besitz übergab.
Eberhard Georg überlebte seinen jung verstorbenen Sohn Christian Friedrich von Gemmingen (1780–1805) um ein Jahr, danach trat nochmals der vormalige Vormund Sigmund von Gemmingen in das Erbe ein, doch lebte er in Ungarn und verstarb noch innerhalb desselben Jahres. 1806 kam Rappenau an seinen gleichnamigen Sohn Sigmund (1777–1843).
Innerhalb der im 18. Jahrhundert rasch wechselnden Besitzer- und Erbenfolge der Rappenauer Ortsherren befinden sich viele höherrangige Diplomaten und Militärpersonen, die sich am Hof in Wien oder an Kriegsschauplätzen in ganz Europa bewegten, so dass der Besitz in Rappenau um 1800 stellenweise vernachlässigt war. Erst Sigmund pflegte den Besitz wieder.
Im Jahr 1806 gelangte Rappenau durch den Reichsdeputationshauptschluss an das Großherzogtum Baden. Die Freiherren von Gemmingen verloren dadurch die obrigkeitlichen Rechte, blieben aber freilich der größte Grundbesitzer des Ortes wie auch der Umgebung. Ein Zweig der Familie bewohnte das Schloss bis zum Zweiten Weltkrieg. 1810 wurde Rappenau vorübergehend Sitz eines Amtes, doch kam der Ort bereits 1813 zum Bezirksamt Neckarbischofsheim, nach dessen Auflösung 1864 zum Bezirksamt Sinsheim.

### Aufschwung durch Saline und Heilbad
Im Jahr 1822 stieß der Salinendirektor Georg Christian Heinrich Rosentritt am Rande des Einsiedelwaldes in 175 Meter Tiefe auf ein reichhaltiges Salzlager und begründete die Rappenauer Saline. Diese Saline gehörte zwar dem badischen Staat, so dass Rappenau durch die Saline keine direkten Einkünfte hatte, der Salinenbetrieb begünstigte dennoch das Wachstum des Ortes immens. Zwischen 1825 und 1829 überschritt der Ort die Marke von 1000 Einwohnern. Ab 1832 bestand ein Aktienverein, der am 15. Mai 1834 das Sophienbad (benannt nach der Schirmherrin Großherzogin Sophie von Baden) eröffnete, in dem die Rappenauer Sole auch zu Heilzwecken genutzt wurde. 1845 entstand das Salinen-Solbad. 1862 kam ein Dampfbad hinzu, und ab 1886 wurden Sole-Inhalationen angeboten.
Im Jahr 1887 eröffnete das Mannheimer Diakonissenhaus das Kinderkurhaus Siloah für erholungsbedürftige Stadtkinder. 1912 eröffnete der Heidelberger Professor Oscar Vulpius am Höhenrand des Rappenauer Waldes ein Sanatorium mit 120 Betten zur Behandlung von Knochen-, Gelenk- und Drüsenleiden, die spätere Vulpius Klinik. Inzwischen war auch das alte Salinen-Solbad von 1845 durch das gemeindeeigene Sophie-Luisen-Bad (1903–1966) abgelöst worden. Im Jahr 1921 wurden rund 84.500 Übernachtungen gezählt.
Nachdem die Bahnstation des Ortes bereits seit 1914 Bad Rappenau hieß, ging die offizielle Anerkennung des Ortes als Heilbad, um die sich die Gemeinde seit 1903 beworben hatte, auf eine Verfügung des badischen Staatsministeriums vom 4. September 1930 zurück, wonach die Gemeinde Rappenau (Bezirksamt Sinsheim) mit Wirkung vom 1. Oktober 1930 den Namen Bad Rappenau führen sollte.
Der Kurbetrieb wuchs in Bad Rappenau nach dem Zweiten Weltkrieg stark an. 1952 war es bereits das siebtgrößte Heilbad des Landes, wenngleich die Anlagen inzwischen auch überaltert waren und das Kurgebiet in den 1960er und 1970er Jahren einem Generalplan von 1961 folgend umfassend modernisiert und erweitert wurde. In den 1970er Jahren bestanden vier Spezialkliniken, und es wurden rund 600.000 Übernachtungen gezählt. Gleichzeitig wurde die Saline 1972/73 stillgelegt. Die meisten Salinengebäude und -anlagen wurden abgerissen und das Salinengelände als Salinengarten ein Teil des Kurgebiets. Die Gründung der Kur- und Klinikverwaltung 1977 ermöglichte den weiteren Aufschwung des Kurbetriebs. Unter dem Dach der Kur- und Klinikverwaltung arbeiten heute fünf Kureinrichtungen zusammen und bilden ein Kompetenzzentrum für medizinische Rehabilitation und Prävention. 1986 erwarb die Stadt die Konzession, aus verbliebenen Bohrlöchern weiterhin Sole zu Heilzwecken fördern zu können.

### Entwicklung zur großen Kreisstadt
Im Zuge der Verwaltungsneuorganisation 1939 ging Bad Rappenau vom Bezirksamt Sinsheim in den Landkreis Sinsheim über. Am 1. April 1950 wurde der Ortsteil Zimmerhof von Heinsheim, am 1. April 1952 das Zimmerhöferfeld von Bad Wimpfen nach Bad Rappenau umgemeindet. Von 1971 bis 1973 wurden dann acht weitere umliegende Gemeinden (fünf aus dem Landkreis Sinsheim, zwei aus dem Landkreis Heilbronn und eine aus dem Landkreis Mosbach) nach Bad Rappenau eingegliedert. Im Rahmen der Kreisreform zum 1. Januar 1973 wurde Bad Rappenau dem Landkreis Heilbronn, der zum Regierungsbezirk Stuttgart gehört, zugeordnet. Damit wird die ehemals badische Gemeinde Bad Rappenau nunmehr vom ehemals württembergischen Stuttgart aus verwaltet.
Vor der Gemeindereform hatte Bad Rappenau etwa 5200 Einwohner gehabt. Durch die Eingemeindung von sieben Teilorten im Zuge der Gemeindereform bis zum Frühjahr 1973 war die Einwohnerzahl auf rund 12.500 Personen gestiegen. Am 29. Mai 1973 erhielt Bad Rappenau daraufhin die Stadtrechte verliehen. In der Begründung hieß es, der Ort sei nicht nur ein bekanntes Heilbad, sondern auch wirtschaftlicher und kultureller Mittelpunkt der Umlandgemeinden, in dem beachtliche Einrichtungen städtischen Gepräges geschaffen worden seien. Im Jahr 2001 fanden in Bad Rappenau die Heimattage Baden-Württemberg statt, und die Einwohnerzahl der Stadt überschritt die 20.000-Grenze. Danach stellte die Stadtverwaltung den Antrag auf Erhebung zur Großen Kreisstadt, was die baden-württembergische Landesregierung mit Wirkung vom 1. Januar 2003 beschloss. 2008 kamen über 700.000 Besucher zur baden-württembergischen Landesgartenschau in Bad Rappenau.

### Religionen

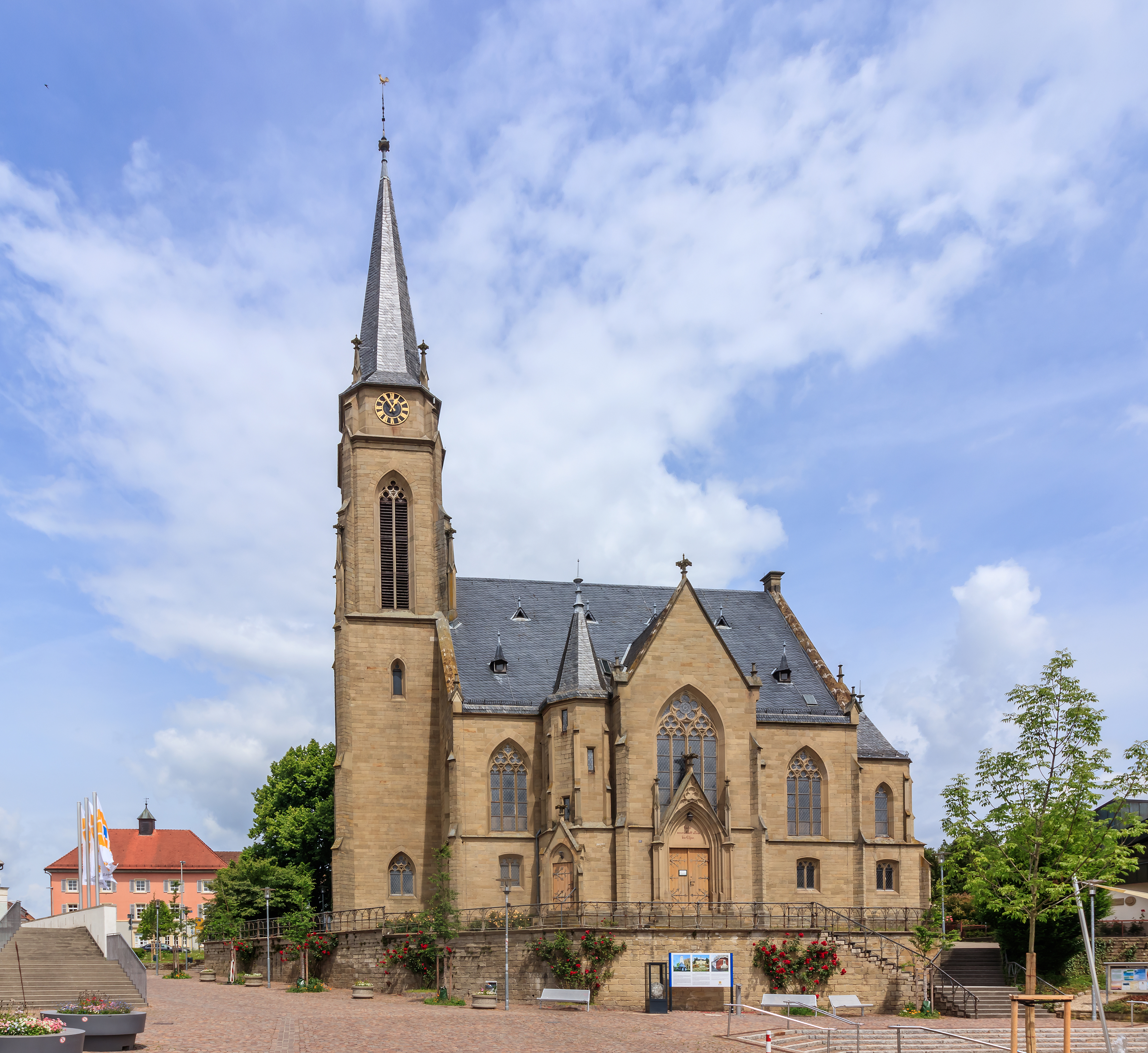
Evangelische Stadtkirche am Marktplatz

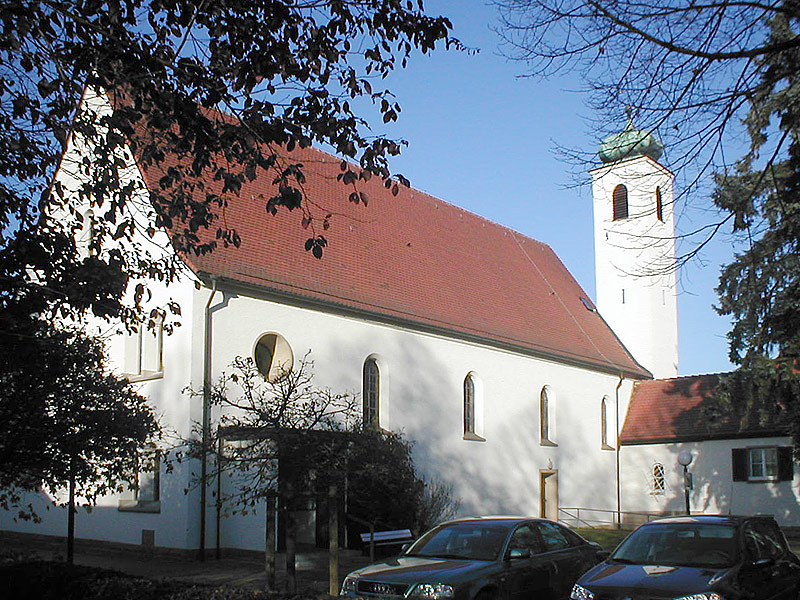
Herz-Jesu-Kirche

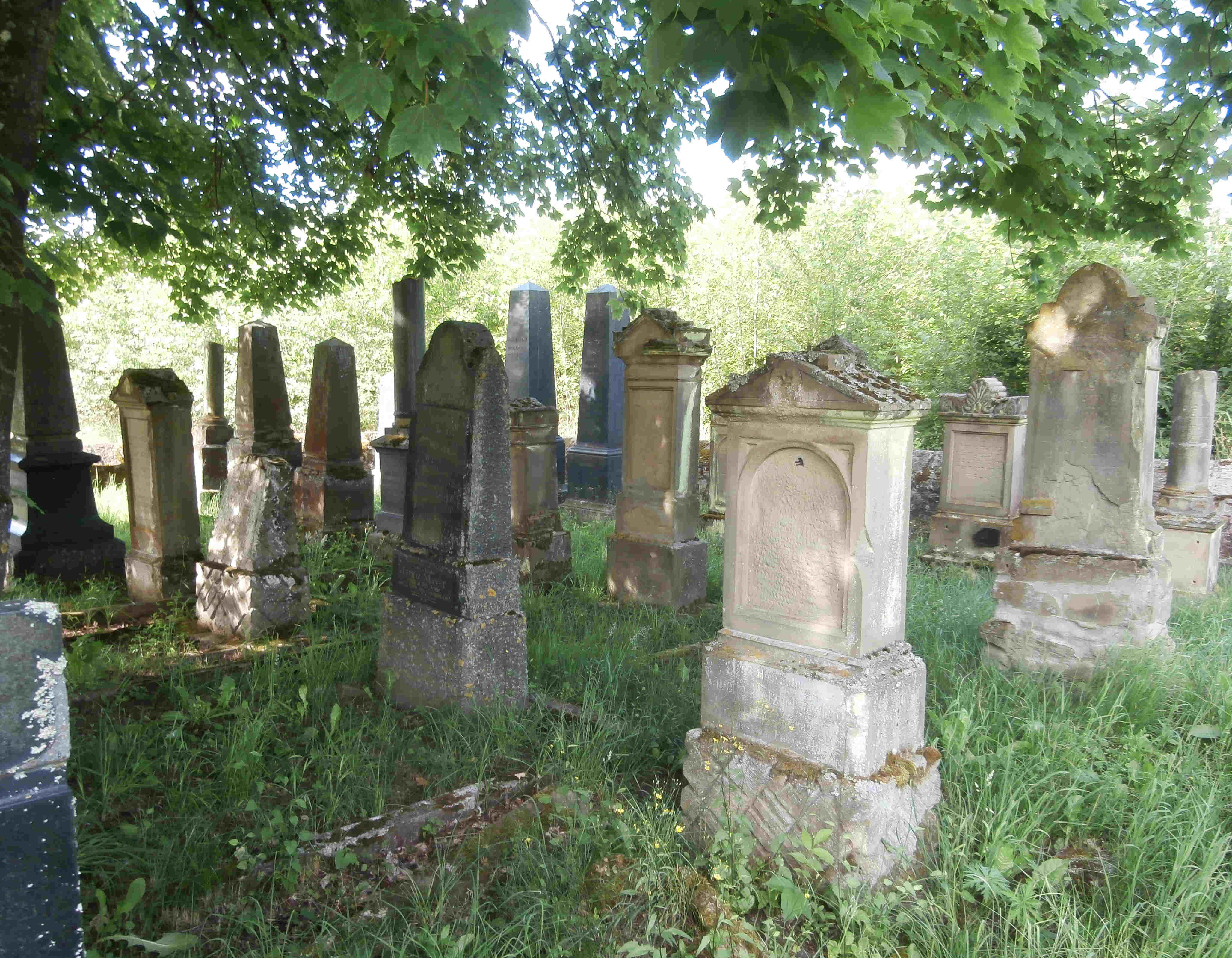
Jüdischer Friedhof Bad Rappenau

Das Gebiet der Stadt Bad Rappenau gehörte ursprünglich zum Bistum Worms. Der Wormser Bischof erlaubte 1343 Konrad von Helmstatt, die Filialkapelle Rappenau der Wimpfener Pfarrkirche als eigene Pfarrkirche auszustatten. Ab 1530 wurde durch die Ortsherren die Reformation eingeführt, infolgedessen war Rappenau über Jahrhunderte eine überwiegend protestantische Gemeinde.
Nach dem Übergang an Baden 1806 wurde die Gemeinde Glied der späteren Evangelischen Landeskirche in Baden. 1887 legte die Gemeinde den Grundstein für eine neue Kirche, die heutige Stadtkirche Bad Rappenau. Die Kirchengemeinde Bad Rappenau gehörte ursprünglich zum Kirchenbezirk Sinsheim, ab 1975 zum Kirchenbezirk Eppingen-Bad Rappenau, welcher zum 1. Januar 2005 mit dem Kirchenbezirk Sinsheim zum neuen Kirchenbezirk Kraichgau fusionierte. Auch in den Stadtteilen Babstadt, Grombach, Heinsheim, Obergimpern und Treschklingen gibt es evangelische Kirchengemeinden bzw. Kirchen, die zur Evangelischen Landeskirche in Baden (Kirchenbezirk Kraichgau) gehören. Die Kirchengemeinden in den Stadtteilen Bonfeld und Fürfeld gehören jedoch infolge der früheren Zugehörigkeit zu Württemberg bis heute zur Evangelischen Landeskirche in Württemberg (Kirchenbezirk Heilbronn).
Im 19. Jahrhundert zogen auch Katholiken nach Rappenau. Sie wurden zunächst von der Nachbargemeinde Siegelsbach aus betreut. 1896 konnten sie in einem Raum im Wasserschloss eigene Gottesdienste feiern, und ab 1929 errichtete die Gemeinde die heutige Herz-Jesu-Kirche, die 1954 erweitert wurde und an der 1959 eine eigene Pfarrei errichtet wurde. Die Gemeinde gehört schon seit ihrer Gründung zum Erzbistum Freiburg (Dekanat Kraichgau mit Sitz in Sinsheim, vor 2008 in Waibstadt). Die Pfarrgemeinden im Stadtgebiet Bad Rappenaus und einige Nachbargemeinden Bad Rappenaus gehören heute zu den beiden Seelsorgeeinheiten Bad Rappenau (Pfarrgemeinde zum Heiligsten Herzen Jesu Bad Rappenau mit Filialkirchen St. Johannes Baptist Heinsheim, St. Georg Siegelsbach und Maria Königin Hüffenhardt) und Obergimpern (Pfarrgemeinde St. Cyriak Obergimpern mit Filialkirche St. Josef Untergimpern, Pfarrgemeinde St. Margaretha Grombach mit Filialkirche St. Ägidius Kirchardt).
Eine Jüdische Gemeinde in Rappenau bestand seit dem 16. Jahrhundert, wenngleich der Ort nicht durchgängig von Juden bewohnt und die Gemeinde stets klein und arm war. 1843 wurde eine kleine Synagoge errichtet, 1881 der Jüdische Friedhof angelegt. Die Gemeindegröße betrug 1875 über 80 Personen, nahm jedoch in der Folgezeit durch Ab- und Auswanderung stark ab. 1900 lebten 46 Juden am Ort, 1933 noch 10. Im Jahr 1937 wurde die Gemeinde aufgelöst, die Synagoge verkauft und zur Milchsammelstelle umgebaut. In der Pogromnacht 1938 kam es zu Ausschreitungen gegen die wenigen noch in Rappenau lebenden Juden. Vier der fünf im Jahr 1940 noch in Rappenau lebenden Juden kamen bei der Deportation von Juden aus Deutschland im Jahr 1940 zu Tode. Auf dem Jüdischen Friedhof wurden 1944 Kinder sowjetischer Zwangsarbeiterinnen sowie 1945 vier umgekommene KZ-Häftlinge begraben. Auch in mehreren Stadtteilen gab es einst jüdische Gemeinden.

### Eingemeindungen
Folgende Gemeinden und Gemarkungen wurden nach Bad Rappenau eingegliedert. Soweit nicht anders angegeben gehörten diese bis Ende 1972 zum Landkreis Sinsheim. Mit der Eingliederung wurden auch die bislang nicht zum Landkreis Sinsheim gehörigen Gemeinden Teil des Landkreises Sinsheim und kamen im Zuge der Kreisreform zum 1. Januar 1973 mit der Gesamtstadt Bad Rappenau zum Landkreis Heilbronn.
- 1. April 1950: Zimmerhof (Umgemeindung aus Heinsheim)
- 1. April 1952: Zimmerhöferfeld
- 1. Januar 1971: Babstadt, Treschklingen[14]
- 1. Januar 1972: Obergimpern, Wollenberg[15]
- 1. März 1972: Heinsheim (Landkreis Mosbach)[15]
- 1. Januar 1973: Fürfeld (Landkreis Heilbronn), Grombach[15]
- 1. November 1973: Bonfeld (Landkreis Heilbronn)[16]

### Einwohnerentwicklung
Einwohnerzahlen nach dem jeweiligen Gebietsstand. Die Zahlen sind Schätzungen, Volkszählungsergebnisse (¹) oder amtliche Fortschreibungen der jeweiligen Statistischen Ämter (nur Hauptwohnsitze).
| Jahr                 | Einwohner |
| -------------------- | --------- |
| 1653                 | 110       |
| 1713                 | 235       |
| 1745                 | 471       |
| 1825                 | 781       |
| 1. Dezember 1871     | 1441      |
| 1. Dezember 1880 ¹   | 1665      |
| 1. Dezember 1890 ¹   | 1577      |
| 1. Dezember 1900 ¹   | 1628      |
| 1. Dezember 1910 ¹   | 1726      |
| 16. Juni 1925 ¹      | 1862      |
| 16. Juni 1933 ¹      | 1918      |
| 17. Mai 1939 ¹       | 1979      |
| 31. Dezember 1945 ¹  | 2.328     |
| 13. September 1950 ¹ | 2.962     |

| Jahr               | Einwohner |
| ------------------ | --------- |
| 6. Juni 1961 ¹     | 3.899     |
| 27. Mai 1970 ¹     | 5.404     |
| 31. Dezember 1975  | 13.361    |
| 31. Dezember 1980  | 13.826    |
| 25. Mai 1987 ¹     | 14.461    |
| 31. Dezember 1990  | 15.884    |
| 31. Dezember 1995  | 18.562    |
| 31. Dezember 2000  | 19.884    |
| 31. Dezember 2005  | 20.600    |
| 31. Dezember 2010  | 20.505    |
| 31. Dezember 2011  | 20.012    |
| 31. Dezember 2015  | 20.510    |
| 31. Dezember 2020  | 21.650    |
| 30. September 2022 | 22.246    |

¹ Volkszählungsergebnis

## Politik

### Gemeinderat und Ortschaftsrat

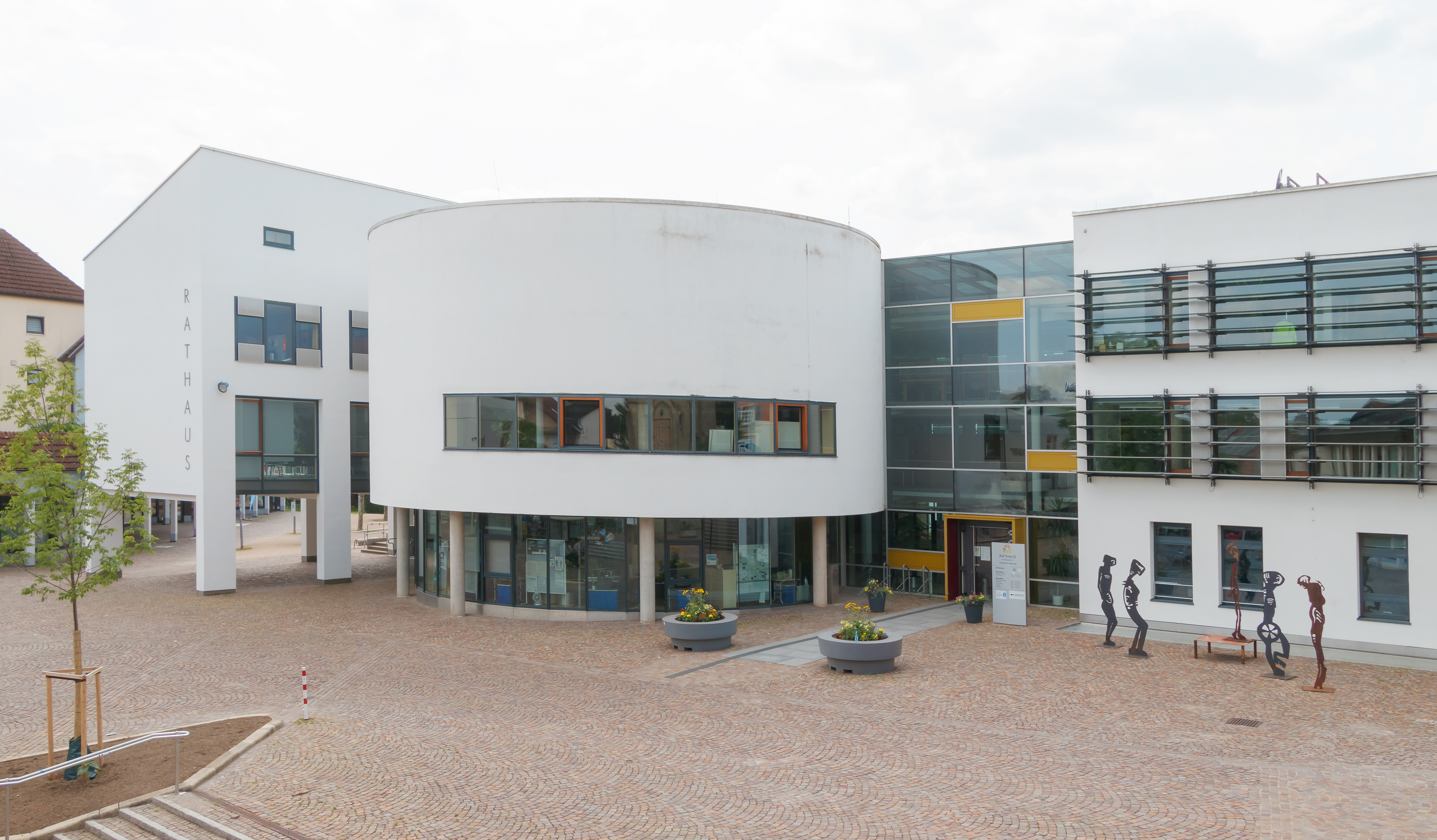
Rathaus Bad Rappenau

Der Gemeinderat der Stadt Bad Rappenau besteht aus derzeit 37 gewählten ehrenamtlichen Mitgliedern, deren Amtszeit fünf Jahre beträgt, sowie dem Bürgermeister als ebenfalls stimmberechtigtem Vorsitzenden. Er wird durch das Verfahren der unechten Teilortswahl gewählt, das den einzelnen Stadtteilen jeweils eine bestimmte Anzahl an Sitzen im Gemeinderat garantiert, wodurch sich die Anzahl der Mitglieder jedoch durch Ausgleichsmandate erhöhen kann. Die letzte Wahl vom 9. Juni 2024 führte zu folgendem Ergebnis:
| Partei / Liste          | Stimmenanteil | G/V %p | Sitze | G/V |
| ----------------------- | ------------- | ------ | ----- | --- |
| CDU                     | 29,8 %        | −2,3   | 11    | ±0  |
| SPD                     | 15,8 %        | −2,2   | 6     | ±0  |
| ÖDP                     | 10,8 %        | −1,1   | 4     | ± 0 |
| Grüne                   | 11,4 %        | −5,1   | 4     | −2  |
| Freie Wähler            | 32,2 %        | +10,7  | 12    | + 4 |
| Gesamt                  | 100 %         |        | 37    |     |
| Wahlbeteiligung: 57,7 % |               |        |       |     |

G/V: Veränderung zur vorigen Gemeinderatswahl 2019
Im Stadtteil Fürfeld gibt es zusätzlich einen von der wahlberechtigten Bevölkerung zu wählenden Ortschaftsrat mit einem Ortsvorsteher, der auf Vorschlag des Ortschaftsrates vom Gemeinderat gewählt wird. Dieses Gremium ist zu wichtigen Angelegenheiten, welche die Ortschaft betreffen, zu hören.

### Bürgermeister
An der Spitze der Gemeinde Rappenau stand meist ein von den Ortsherren eingesetzter Vogt. Nach dem Übergang an Baden leitete ein Bürgermeister die Gemeindeverwaltung, ihm stand ein Rat zur Seite. Seit der Erhebung zur Großen Kreisstadt am 1. Januar 2003 trägt das Stadtoberhaupt die Amtsbezeichnung Oberbürgermeister. Sein Vertreter ist der Erste Beigeordnete mit der Amtsbezeichnung Bürgermeister. Die bisher letzte Wahl des Oberbürgermeisters fand am 5. November 2017 statt, der von CDU und SPD unterstützte Sebastian Frei wurde mit 71,7 % der abgegebenen Stimmen gegen Gordan Pendelic gewählt. Der bisherige Amtsinhaber Hans Heribert Blättgen war nicht zur Wiederwahl angetreten.
Bürgermeister und Oberbürgermeister
| - 1821–1831: Johann Jakob Freudenberger - 1831–1836: mehrere Personen - 1836–1850: Christoph Reichardt - 1850–1869: Johann Adam Rothenhöfer - 1869–1877: Georg Zimmermann - 1877–1889: Emil Kachel - 1889–1895: Wilhelm Straub | - 1895–1922: Philipp Freudenberger - 1922–1945: Hermann Hofmann - 1945–1946: Walter Staubitz - 1946–1978: Fritz Hagner - 1978–2002: Gerd Zimmermann (CDU) - 2002–2018: Hans Heribert Blättgen (SPD) - seit 1. Februar 2018: Sebastian Frei |

### Wappen und Flagge

Wappen Bad Rappenaus, wie die Stadt es verwendet
Wappen Bad Rappenaus, eine Version der Landesarchivdirektion Baden-Württemberg

Die Blasonierung des Bad Rappenauer Wappens lautet: In Gold auf blauem Schildfuß ein aufspringendes schwarzes Ross (Rappen). Die Stadtflagge ist Schwarz-Gelb.
Das Rappenauer Gemeindesiegel von 1820 zeigt das Wappen der früheren Ortsherren, der Herren von Gemmingen, also In Blau zwei goldene Balken, belegt mit der redenden Wappenfigur des „Rappen“. Da diese Darstellung, bei der das schwarze Ross den blauen Schildgrund teilweise überdeckte, gegen die heraldische Farbregel verstieß, wurden vom Gemminger Wappen nur die Farben in das Bad Rappenauer Gemeindewappen übernommen. Das Wappen und die Flagge wurden der Gemeinde Bad Rappenau am 26. September 1957 vom Innenministerium Baden-Württemberg verliehen.

### Städtepartnerschaften
Bad Rappenau unterhält seit 1982 eine Gemeindepartnerschaft mit der Stadt Contrexéville in Frankreich und seit 2001 mit Llandrindod Wells in Wales (Vereinigtes Königreich).

## Kultur und Sehenswürdigkeiten

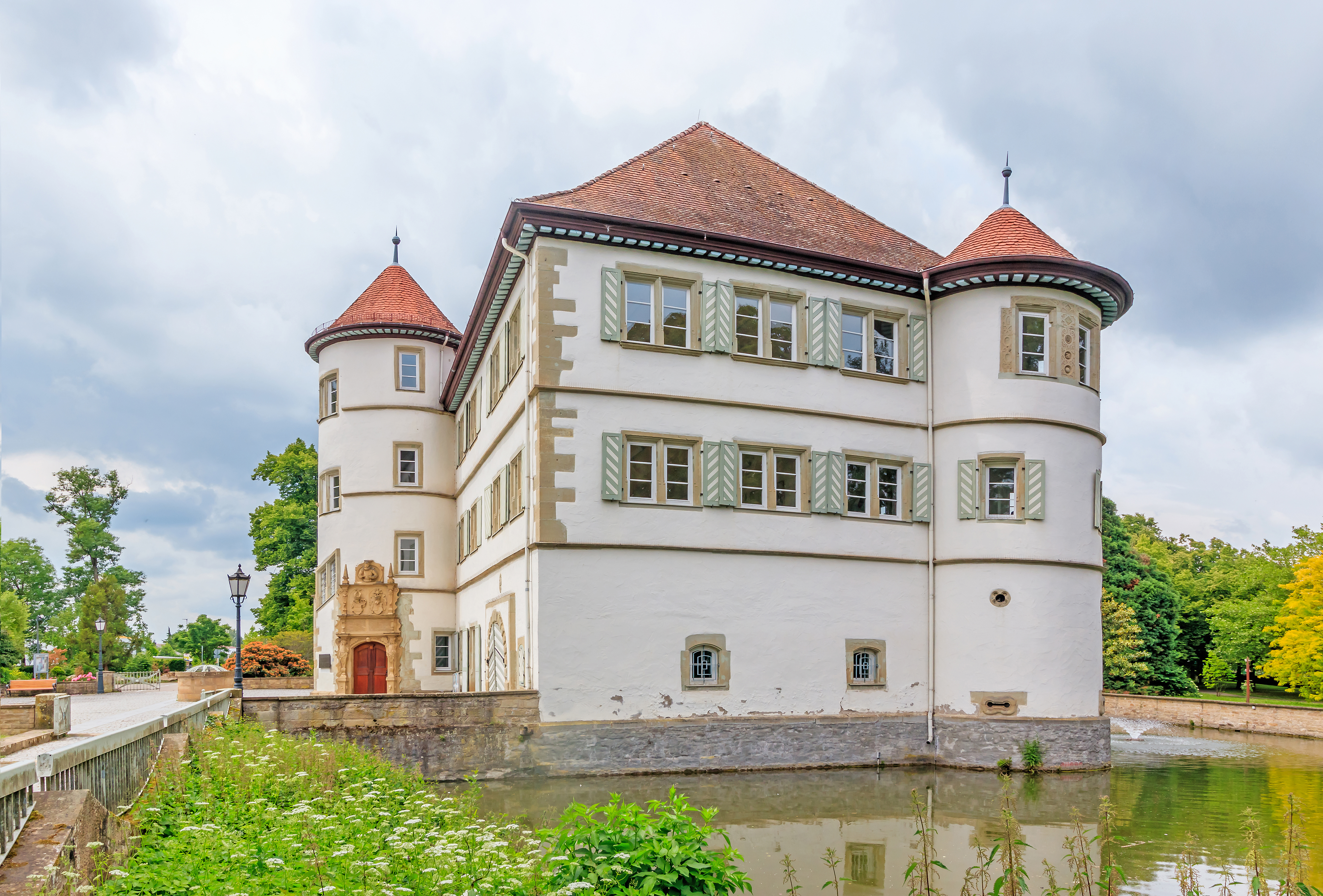
Wasserschloss

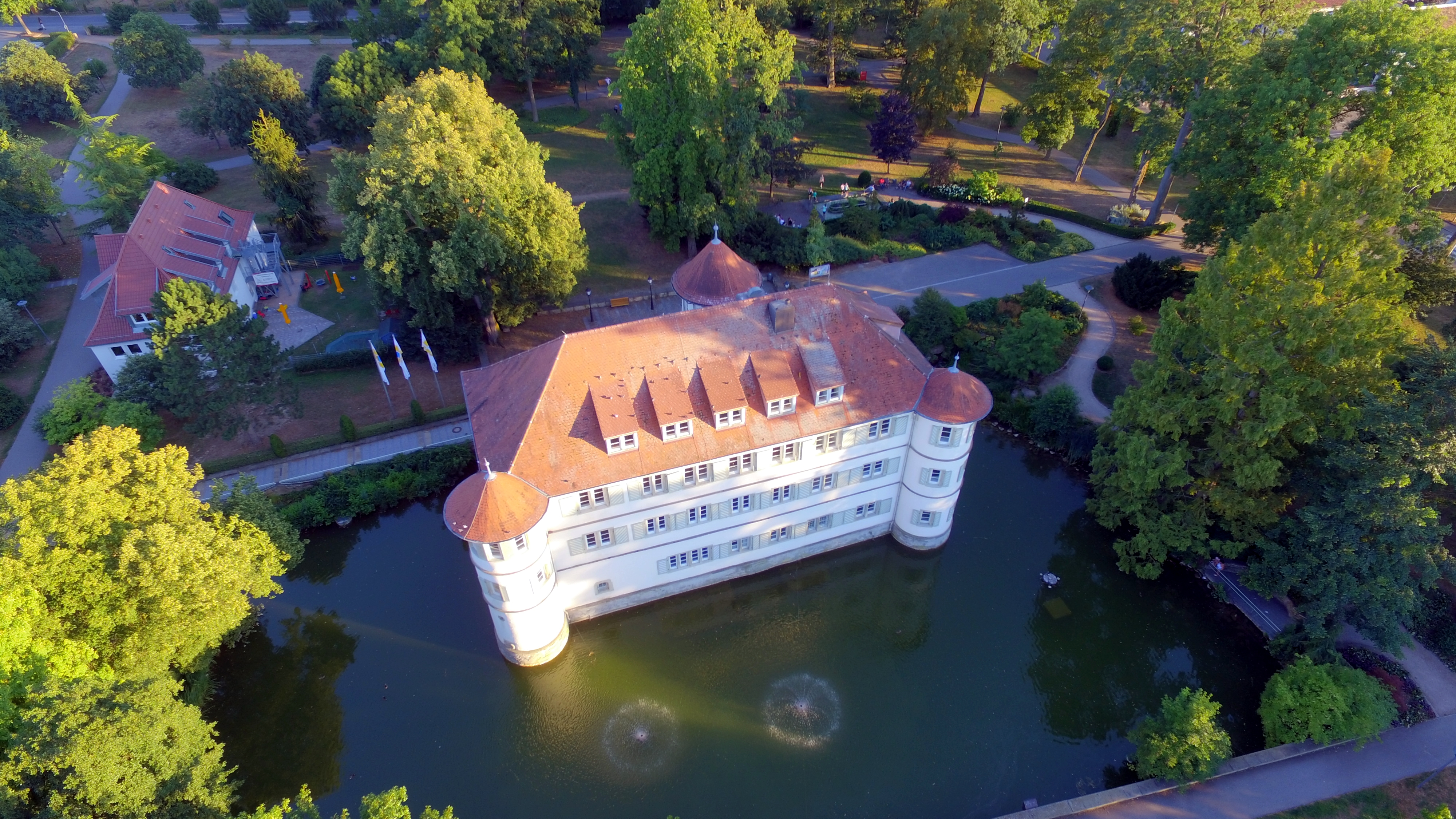
Die letzten Sonnenminuten des Tages auf das Wasserschloss

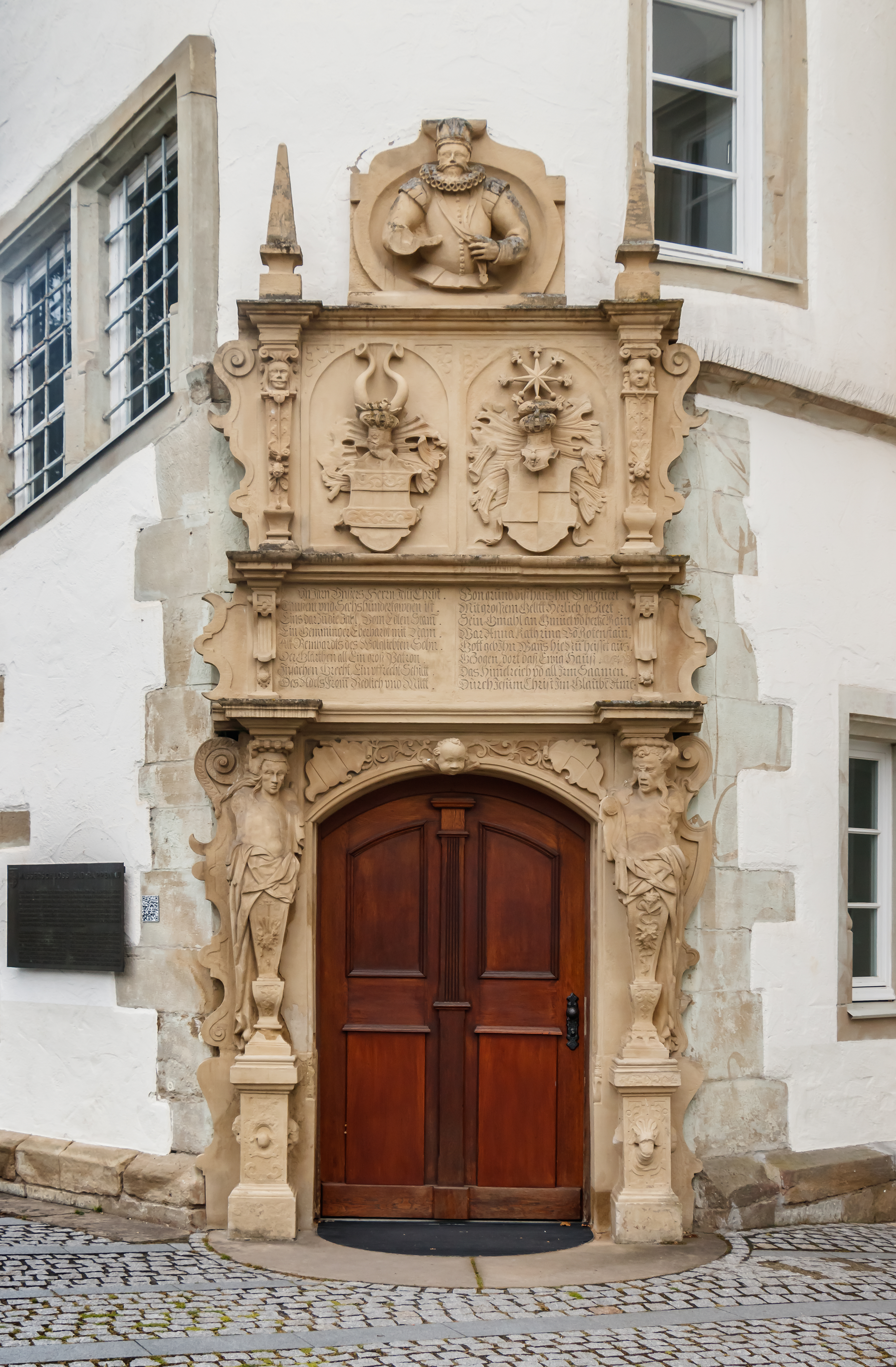
Portal des Wasserschlosses

### Museen
Bad Rappenau hat seit 1989 das Museum Bad Rappenau im Kulturhaus Forum Fränkischer Hof. Dieses Museum in einem historischen Anwesen von 1842 bietet einen Überblick über Bodenfunde sowie die Salinen- und Bädergeschichte des ehemaligen Reichsritterdorfes Rappenau. Besonderheiten des Museums sind die Geräte der Bohrtechnik, der Soleförderung und der Siedesalzerzeugung aus den Anfangsjahren der Saline. Die Ausstellung des Museums wird seit 2008 um eine Außenstelle im Bohrhaus beim Rappenauer Gradierwerk ergänzt. Seit 2020 ist ebenfalls das erste Bademoden-Museum der Welt in Bad Rappenau angesiedelt. Im BikiniARTmuseum werden auf 2.000 Quadratmetern Ausstellungsfläche die Entwicklung der Bademode von 1880 bis in die Gegenwart vorgestellt.

### Bauwerke
Das Wasserschloss Bad Rappenau ist das Wahrzeichen der Stadt. Das auf drei Seiten von Wasser umgebene Gebäude hat in der Nordwest- und in der Nordostecke jeweils einen Eckturm sowie einen Treppenturm an der Südfassade. Das Schloss wurde 1601 bis 1603 von Eberhard von Gemmingen erbaut, der als Brustbild das schmuckvolle Renaissanceportal am Treppenturm des Gebäudes bekrönt. Das noch bis in die 1950er Jahre nach Norden und Osten von Wirtschaftsgebäuden umgebene Schloss ist seit 1956 im Besitz der Gemeinde, die es zunächst zu Kurzwecken, von 1980 bis 2001 dann als Verwaltungssitz nutzte. Heute beherbergt das Schloss unter anderem den Kunstverein Wasserschloss Bad Rappenau e. V. sowie eine Galerie und wird für Kunstausstellungen, Konzerte und Vorträge genutzt. Der das Gebäude umgebende Park erstreckt sich längs des im Ort meist verdolten Mühlbaches nach Westen bis zur Ortsmitte. Nahe dem Schloss befindet sich außerdem noch der Eckturm des einstigen Vorhofes.
In der Stadtmitte am Marktplatz steht die evangelische Stadtkirche Bad Rappenau, die 1887 vom späteren Ehrenbürger, Baurat Hermann Behaghel, erbaut wurde. Bei der Kirche ist das von 1999 bis 2001 erbaute Neue Rathaus mit dem markanten, dem Kirchplatz zugewandten Rundbau, in dem sich Bürgerbüro und Ratssaal befinden. Vor dem Rathaus befindet sich eine Skulpturengruppe, auf dem Marktplatz befindet sich der aus grünlichem Granit gefertigte und aus acht waagerecht übereinandergeschichteten Scheiben bestehende kugelförmige Marktbrunnen des Künstlers Jörg Failmezger aus Pleidelsheim. Der Brunnen soll die Zusammengehörigkeit der Bad Rappenauer Stadtteile mit der Kernstadt sowie die Bedeutung des Wassers für die Kur- und Bäderstadt Bad Rappenau symbolisieren.
Die an der unteren Salinenstraße gelegene katholische Herz-Jesu-Kirche wurde ab 1929 nach Plänen des Heidelberger Architekten Franz Sales Kuhn gebaut. 1954 wurde sie unter Leitung des Architekten Ohnmacht erweitert. Der neubarocke Bau mit Zwiebelturm beeindruckt vor allem durch ein Sgraffito (Wanddekoration) an der nördlichen Obergadenwand, das alle 14 Kreuzwegstationen darstellt. Das Werk stammt von Franz Xaver Hemmerle aus Freiburg.

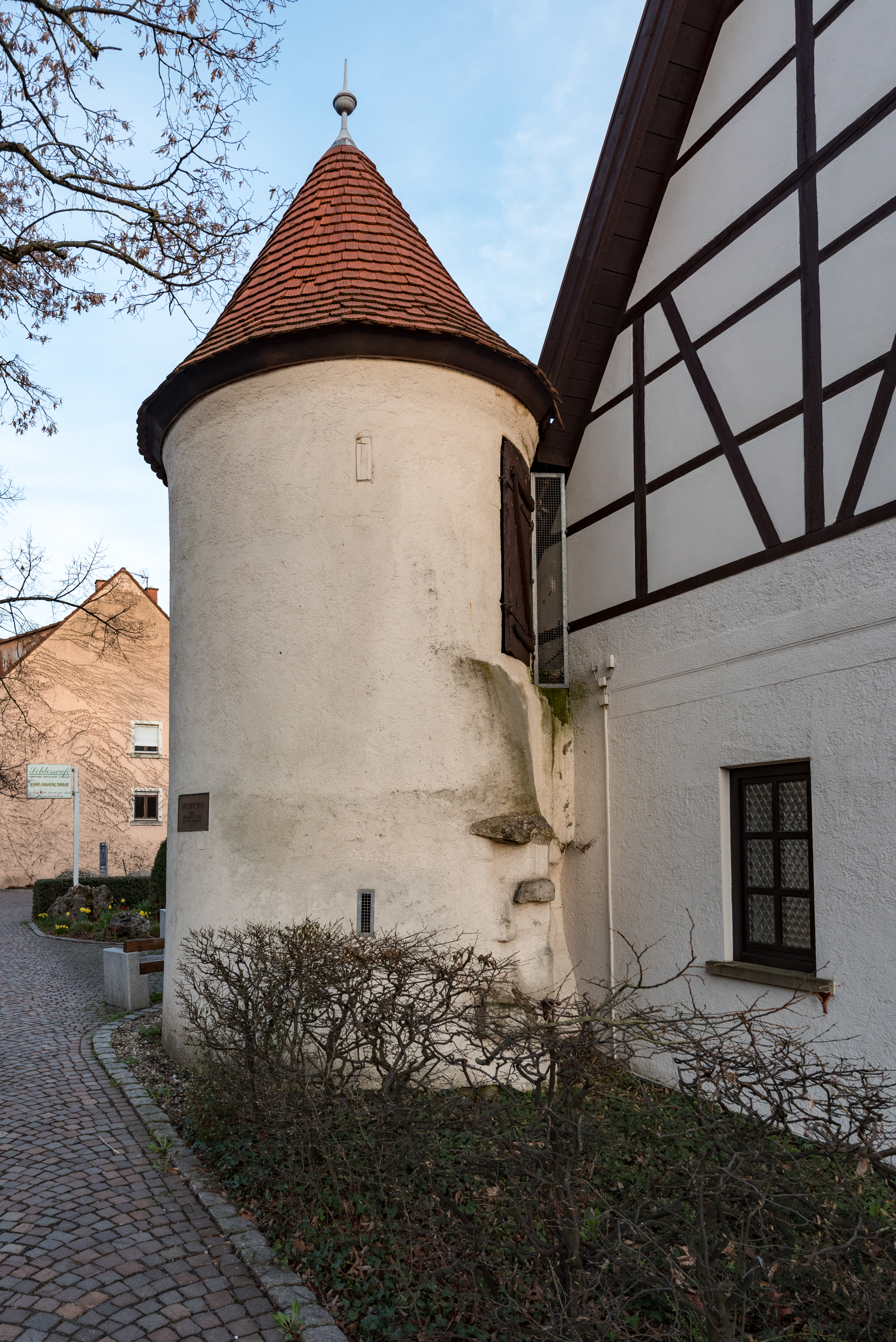
Eckturm des Schloss-Vorhofs
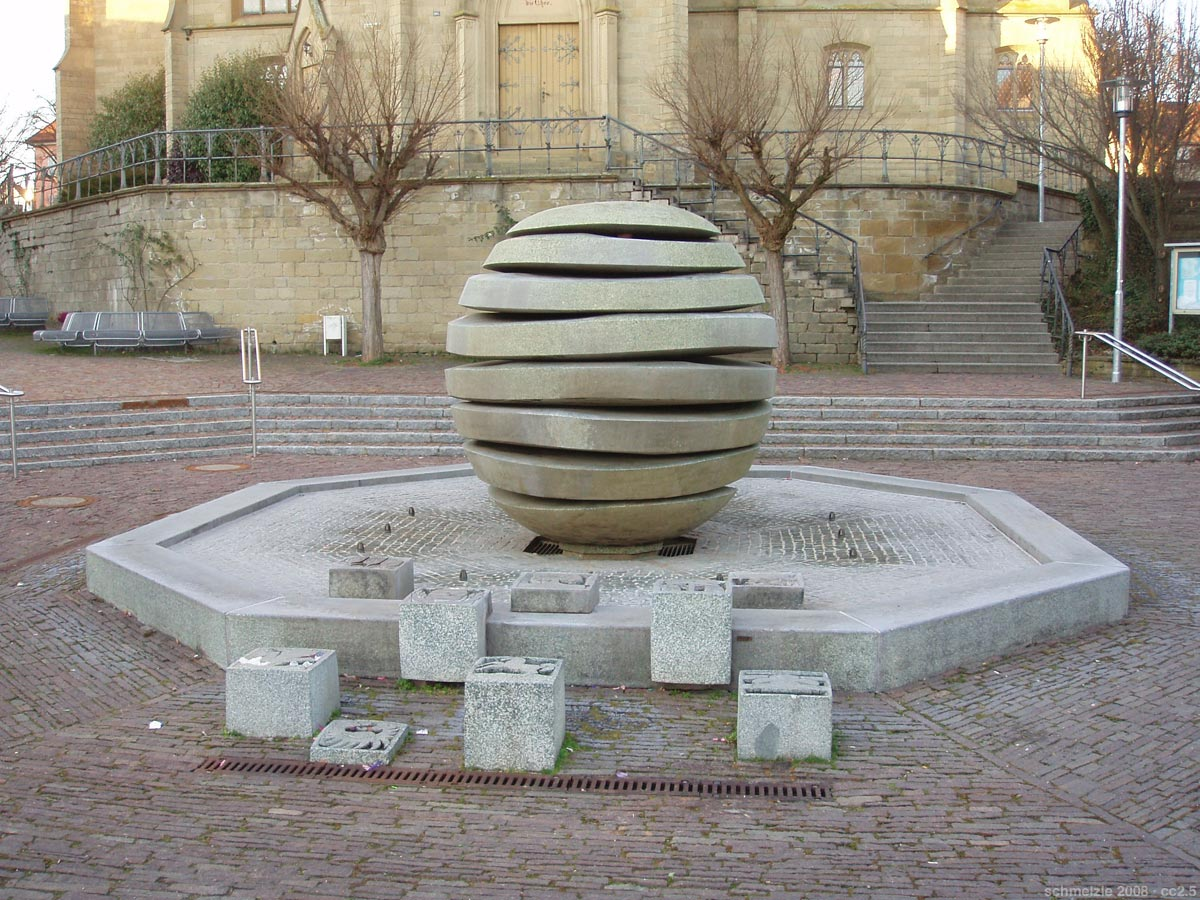
Stadtbrunnen
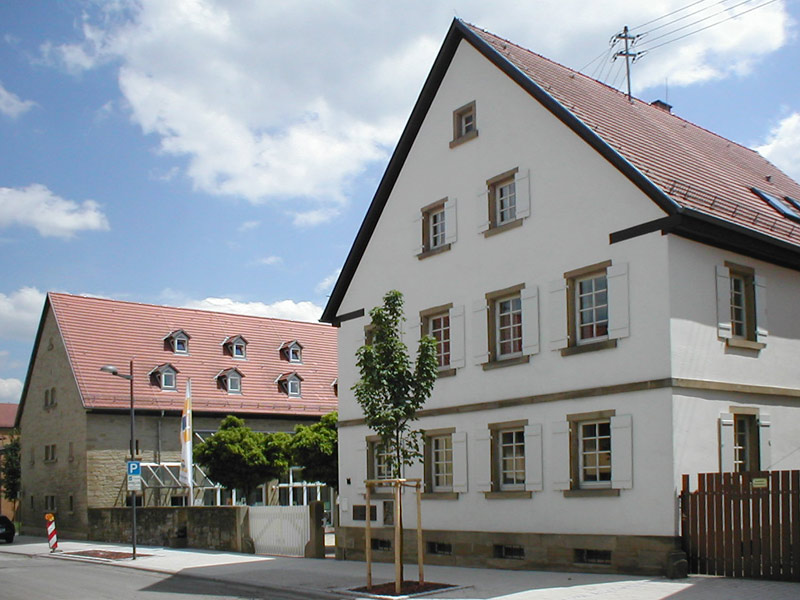
Kulturhaus
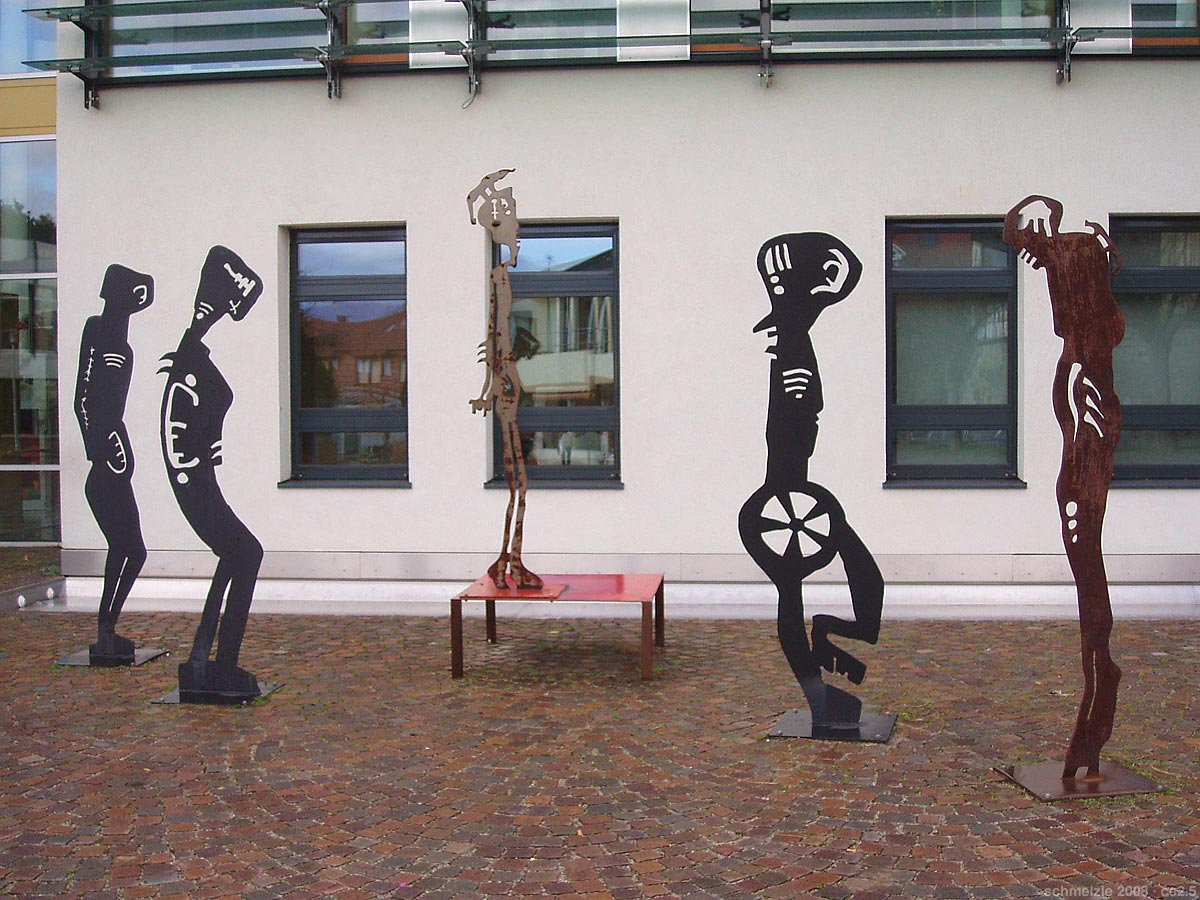
Rathaus-Skulpturen
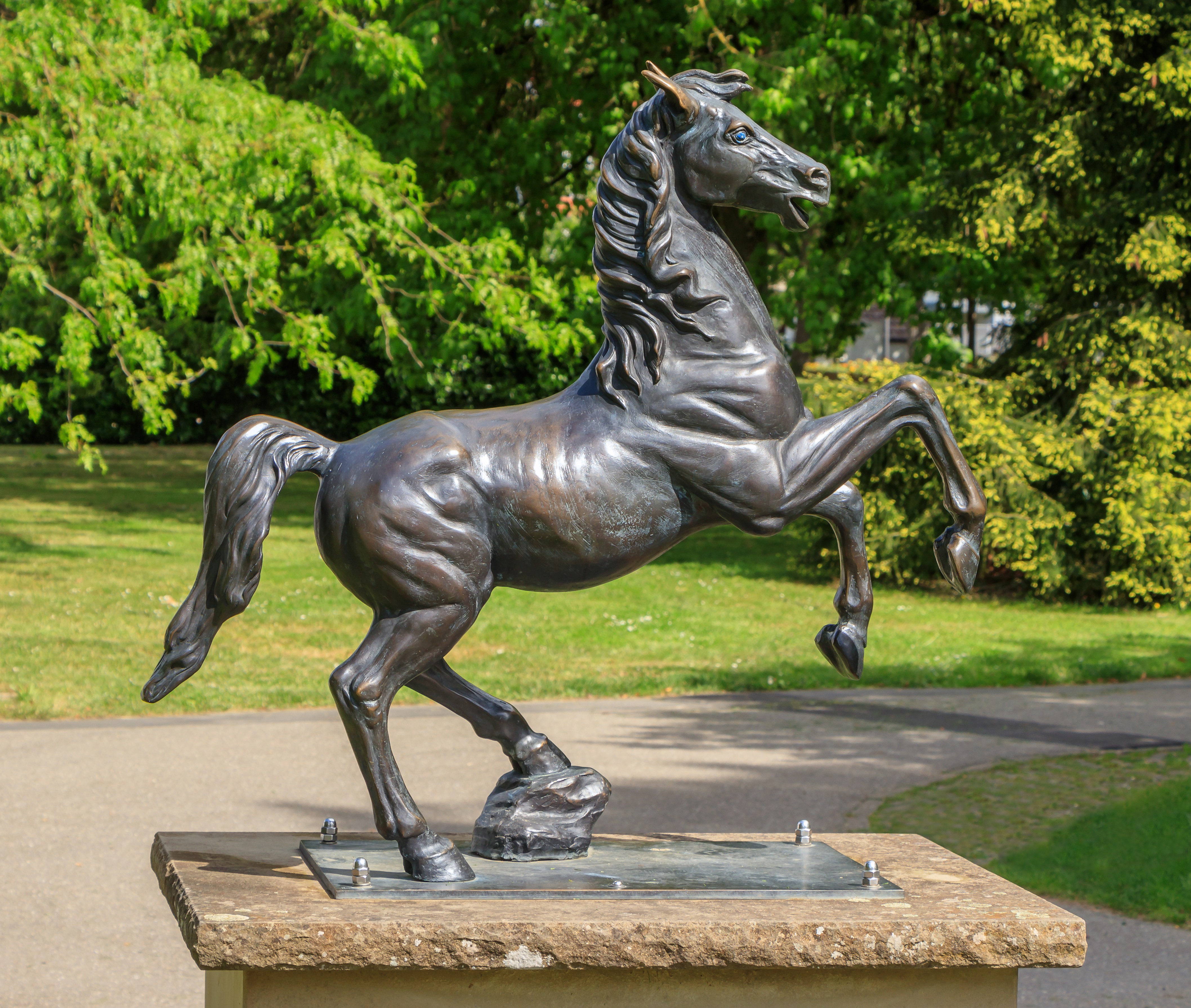
Skulptur eines Rappen im Schlosspark

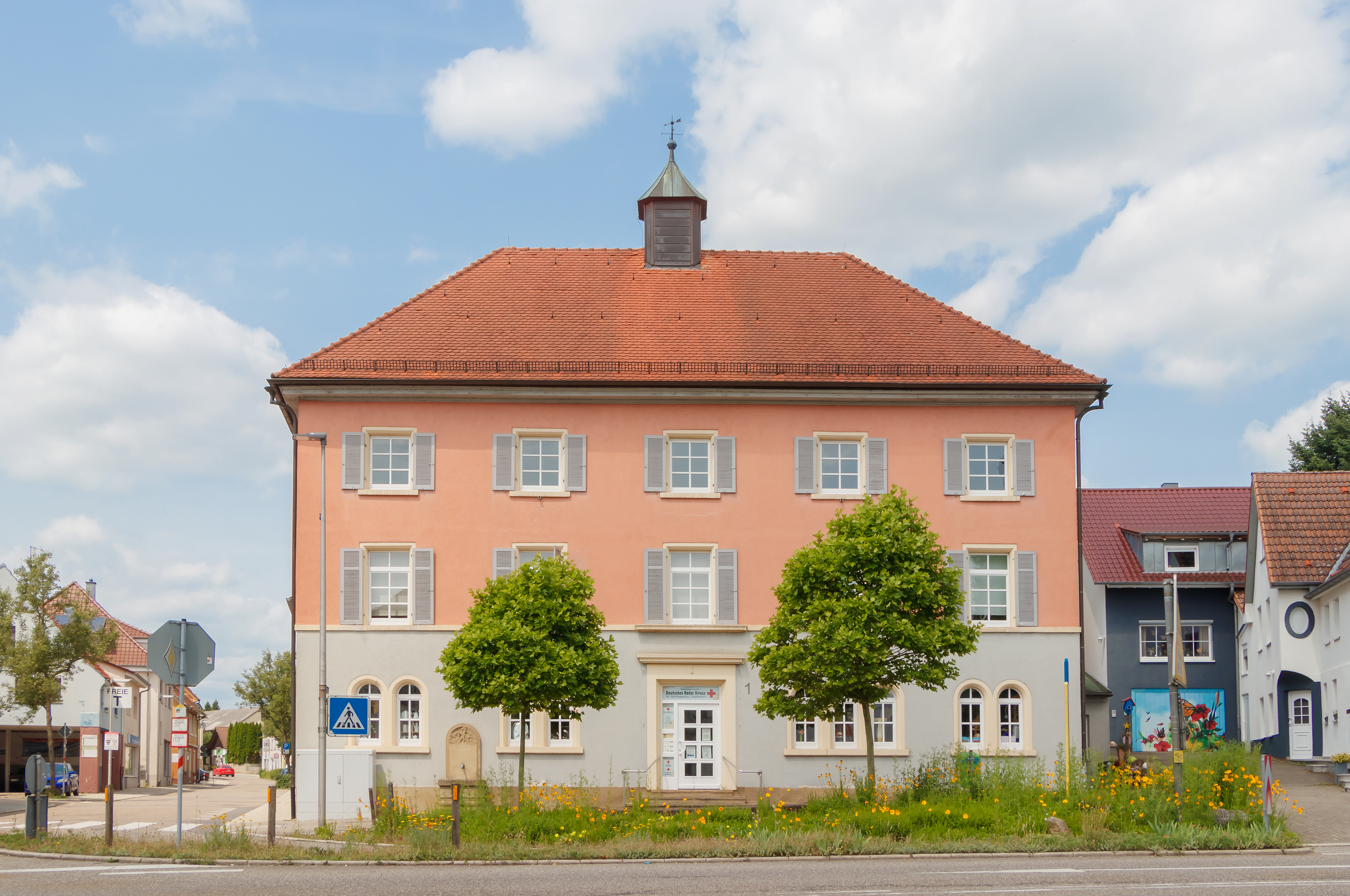
Altes Rathaus

Bei der Stadtkirche befindet sich auch das 1841 fertiggestellte Alte Rathaus der Stadt, das überhaupt das erste Rathaus der Stadt war, da vorige Rappenauer Schultheiße, Vögte und Bürgermeister ihre Dienstgeschäfte in ihren Privathäusern verrichtet hatten. Das von Christoph Arnold geplante Gebäude war zunächst Schul- und Rathaus. Auch nach dem Bau eines eigenen Schulhauses (der heutigen Realschule) 1906/07 wurden Räume weiterhin für andere Zwecke genutzt, so dass das Gebäude erst 1914 zum reinen Rathaus wurde. Das Gebäude diente diesem Zweck, bis die Stadtverwaltung 1980 ins Wasserschloss wechselte. Am Alten Rathaus befindet sich ein Wandbrunnen von 1928, der an einen vormals dort vorhandenen Marktbrunnen erinnern soll und der die Inschriften trägt: „Ruhe ist des Bürgers erste Pflicht“ und „Im Wein liegt Wahrheit, im Wasser liegt Klarheit“. Im Ort befinden sich außerdem einige historische Fachwerkgebäude, darunter der Dominikanerhof. Der Bahnhof ist ein klassizistisches Gebäude aus der Zeit des Eisenbahnbaus um 1868.

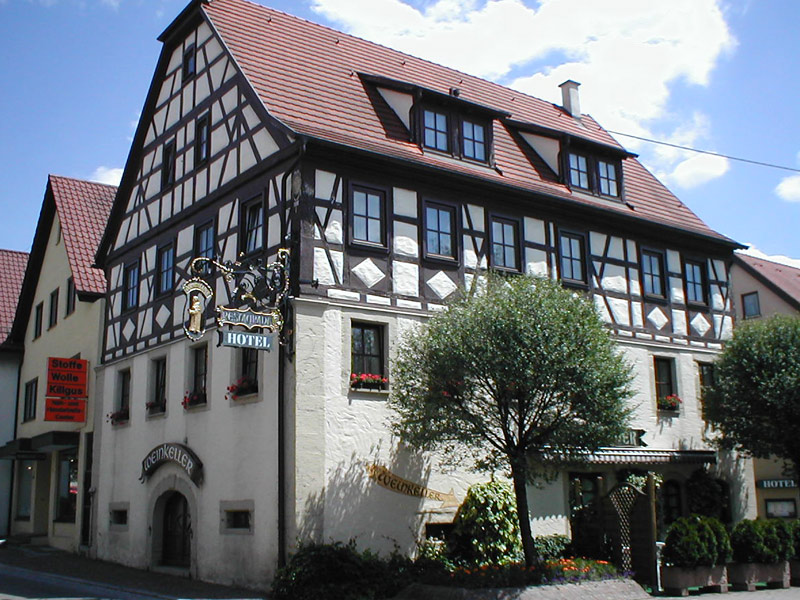
Dominikanerhof
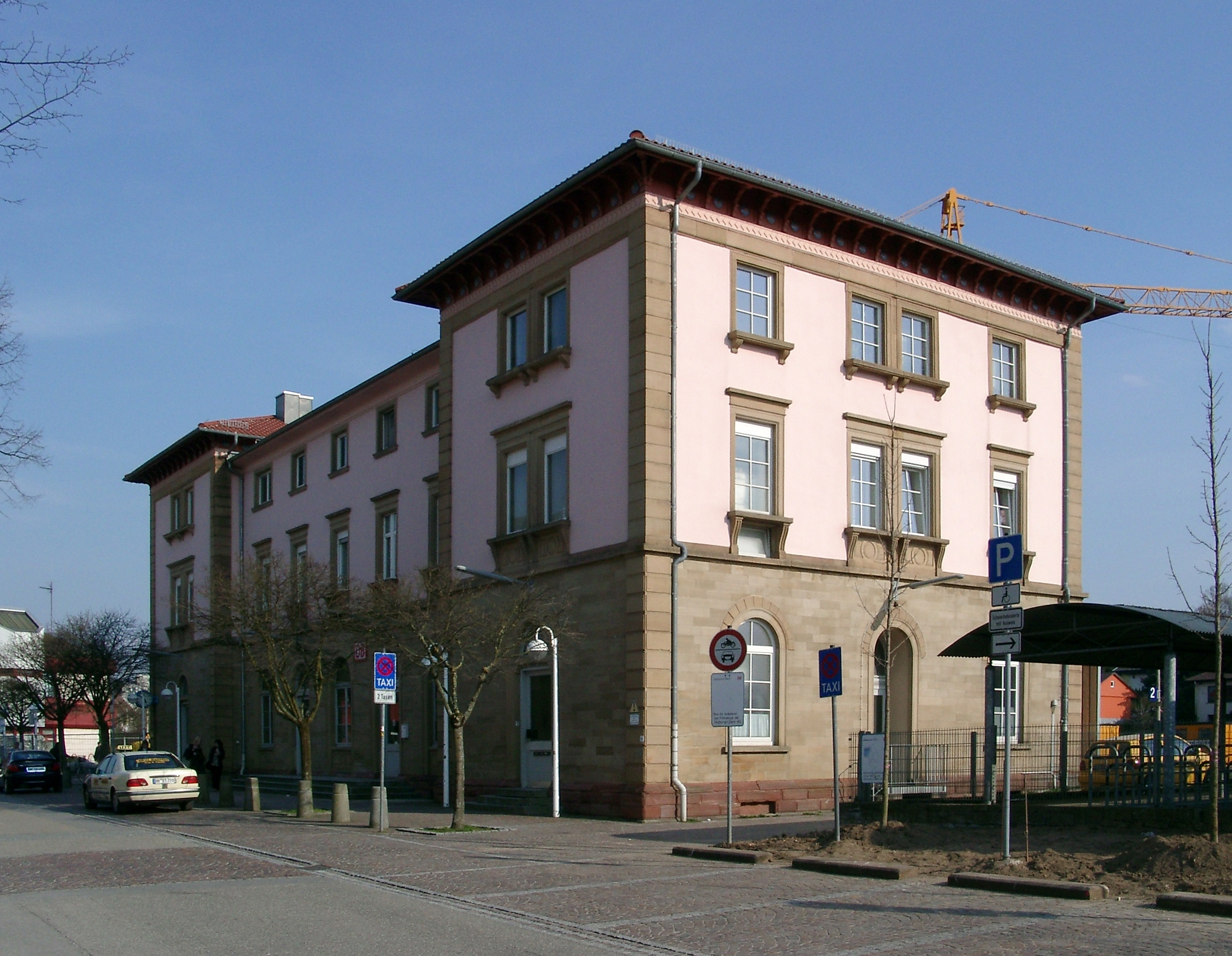
Bahnhof
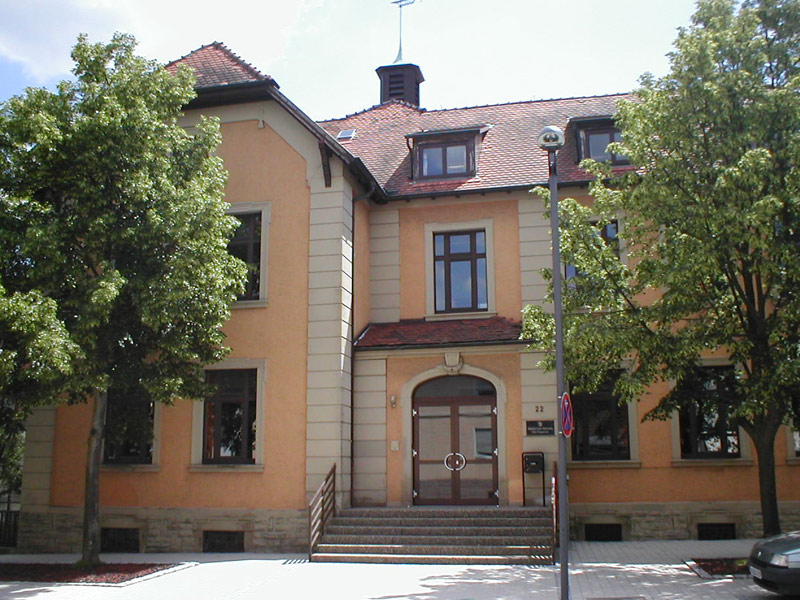
Schulhaus von 1906
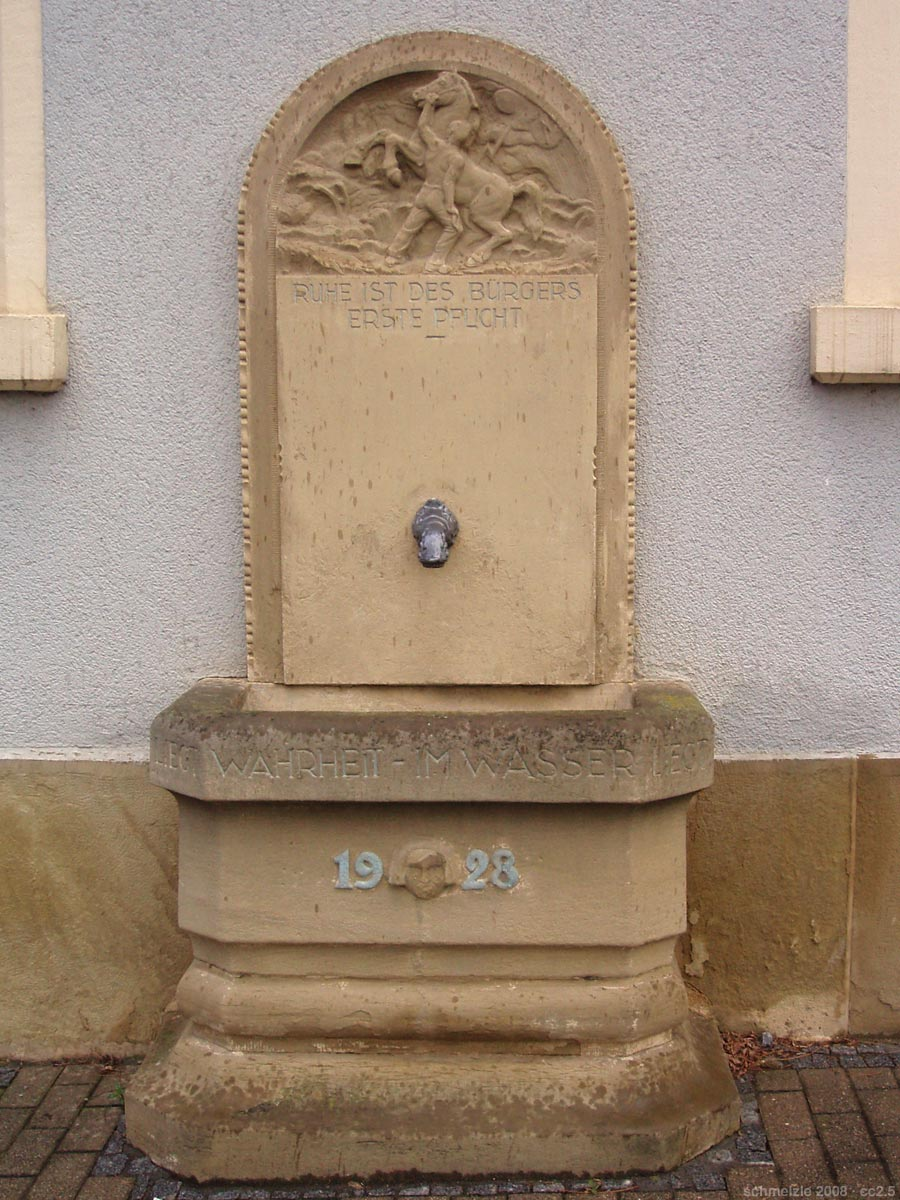
Alter Rathausbrunnen von 1928

Auf dem Städtischen Friedhof am Nordende des Ortes an der Straße nach Siegelsbach ist die Ruhestätte von Salineninspektor und Ehrenbürger Georg Christian Heinrich Rosentritt, der 1822 das Bad Rappenauer Salzlager entdeckte. Außerdem befindet sich am Eingang zum Friedhof ein Kriegerdenkmal mit den Plastiken von vier lebensgroße Soldaten. Nördlich des städtischen Friedhofs liegt an der Straße nach Siegelsbach ein historischer jüdischer Friedhof. Westlich des Friedhofs liegt auf einer Anhöhe die 1912 eröffnete Vulpius Klinik, deren Giebel zu den Landmarken des Ortes zählt, deren ursprüngliche Baugestalt jedoch durch mehrere Um- und Anbauten kaum mehr zu erkennen ist.

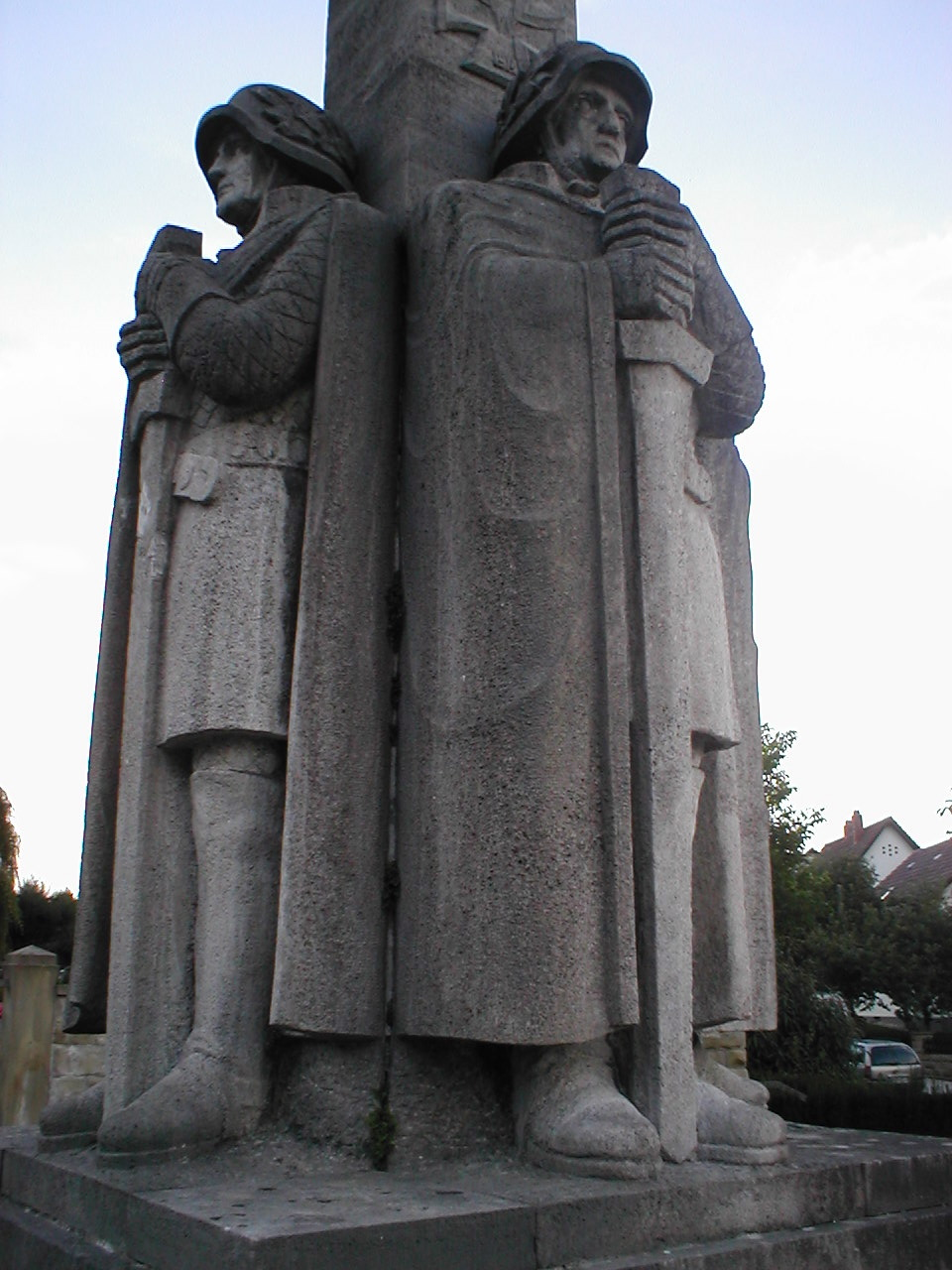
Kriegerdenkmal von 1934
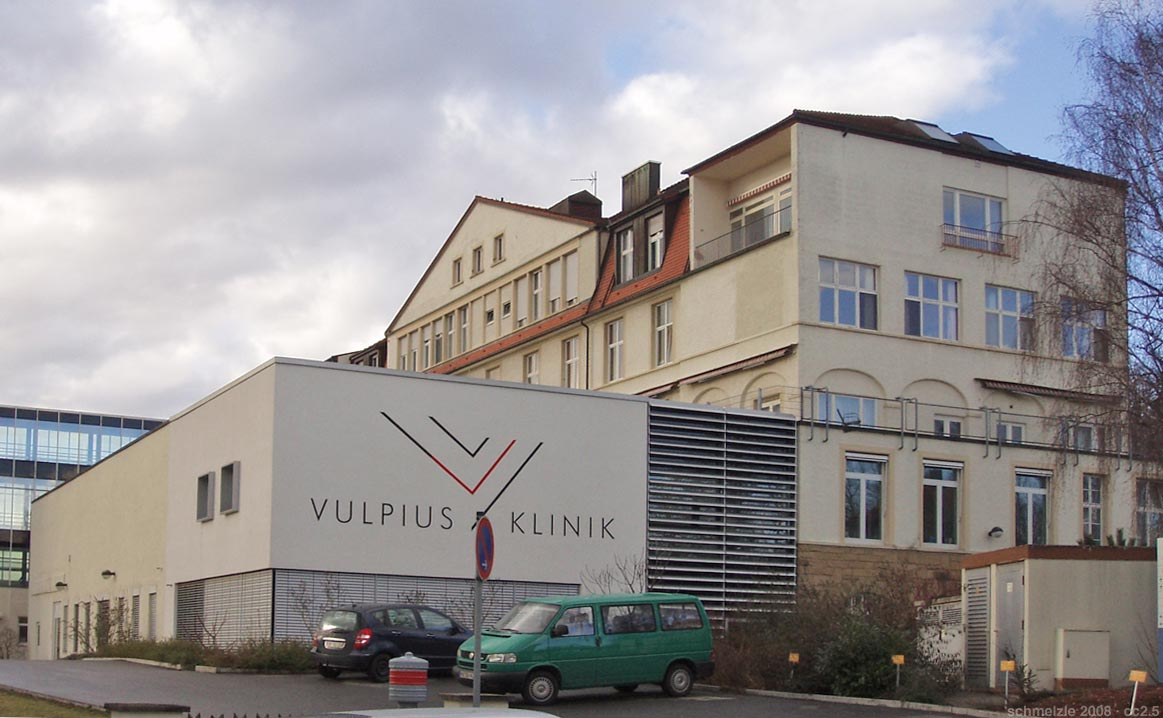
Vulpiusklinik
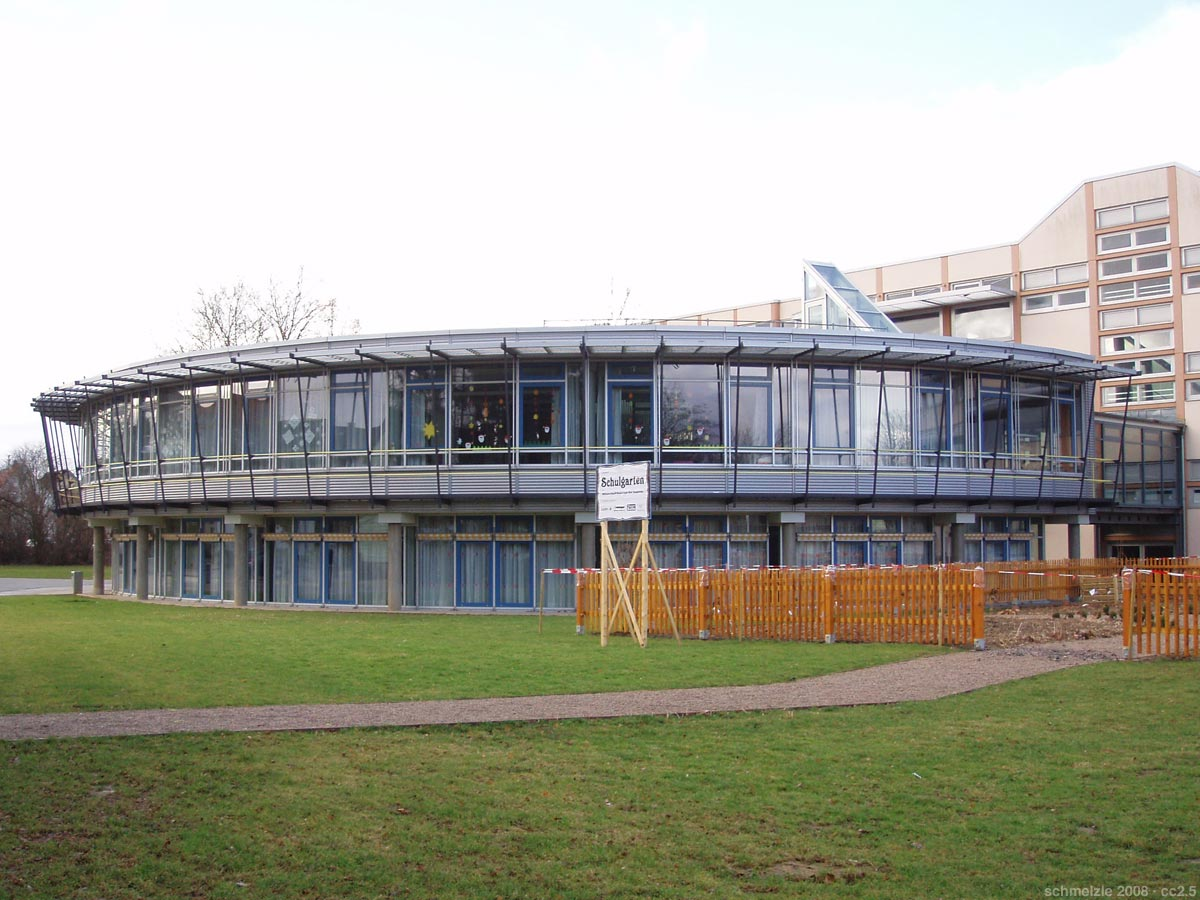
Schulzentrum, Anbau

### Parks

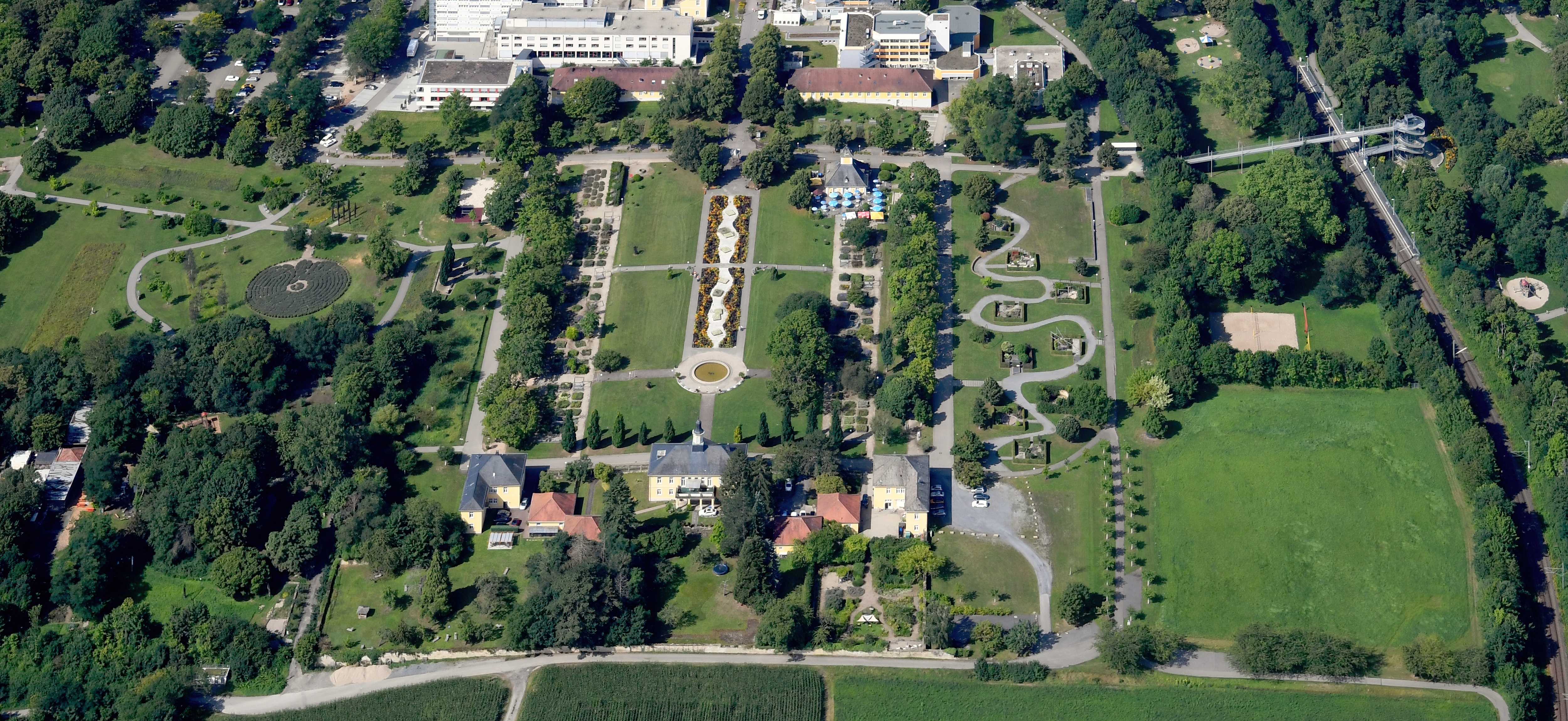
Luftbild des Salinengartens

Bad Rappenau verfügt über mehrere Parks: den Schlosspark um das Wasserschloss im Westen der Stadt und den Salinengarten mit Hohenstadter Grund sowie den daran anschließenden Kurpark im Osten der Stadt. Der Verbindungsweg vom Schlosspark zum Kurpark führt weitgehend durch parkartig angelegte Grünflächen. Im Salinengarten auf dem Schwärzberg östlich des Kurgebiets längs der Salinenstraße mit Kurmittelhaus und mehreren Kliniken sind bedeutende Reste der einst hier bestehenden Rappenauer Saline erhalten. Das Salinenamtsgebäude und die ebenfalls erhaltenen zeitgenössischen umliegenden Wohngebäude wurden 1830 von Friedrich Weinbrenner und seinen Schülern errichtet. Heute schmückt ein Monopteros an der Stelle der einstigen Salinenkantine den Eingangsbereich des Salinengartens. Das Kunstwerk wurde 1982 von den in Berlin und Paris lebenden Künstlern Matchinsky und Denninghoff aus Chrom-Nickel-Stahl-Rohren gefertigt. Im Salinengarten ist auch noch die den Weinbrenner-Gebäuden nachempfundene Trafostation von 1925 erhalten, die heute gastronomisch genutzt wird. Auf dem Gelände des Kurgebiets befand sich einst auch die Maschinenfabrik und Eisengießerei Gebrüder Botsch.

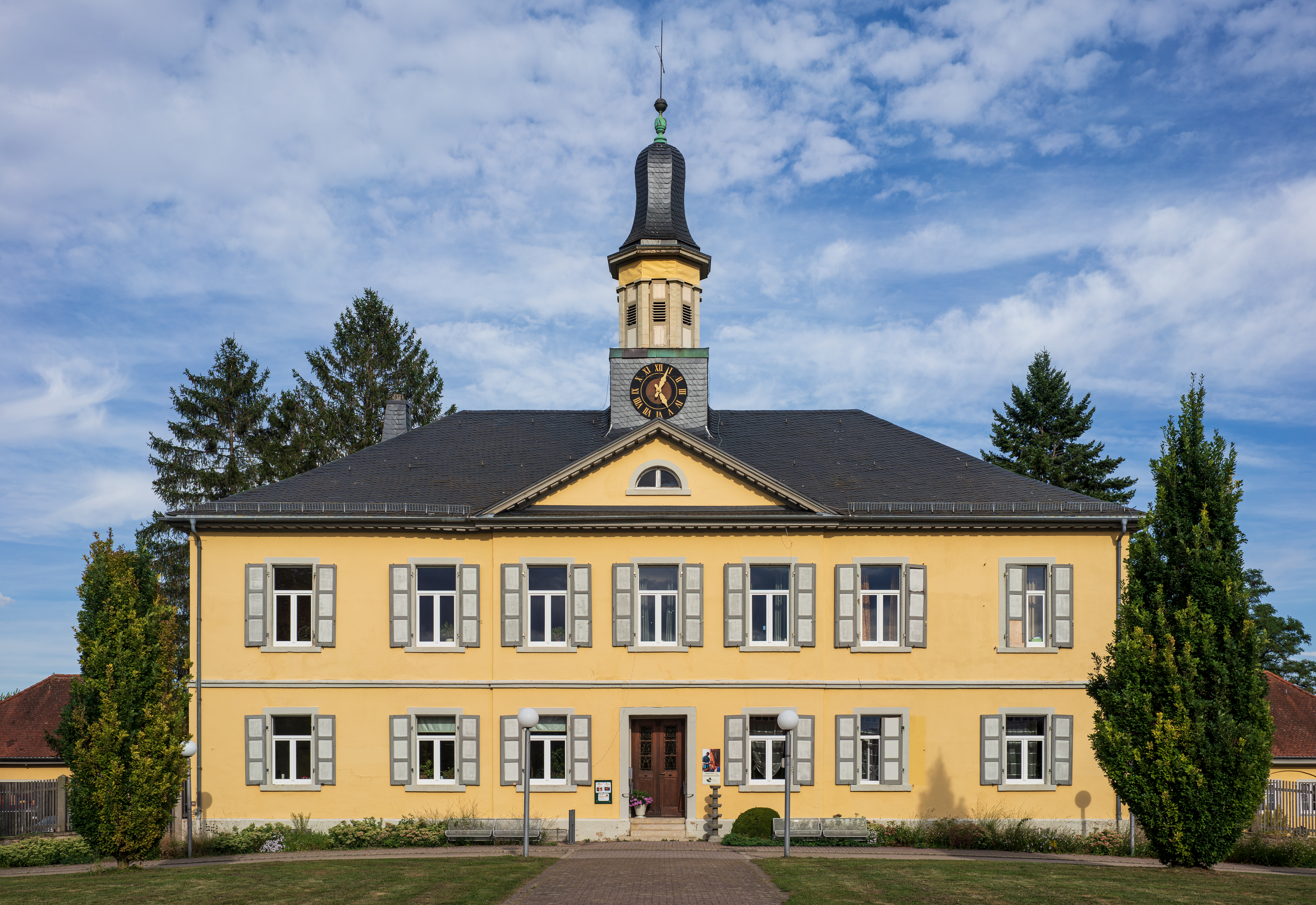
Salinenamtsgebäude
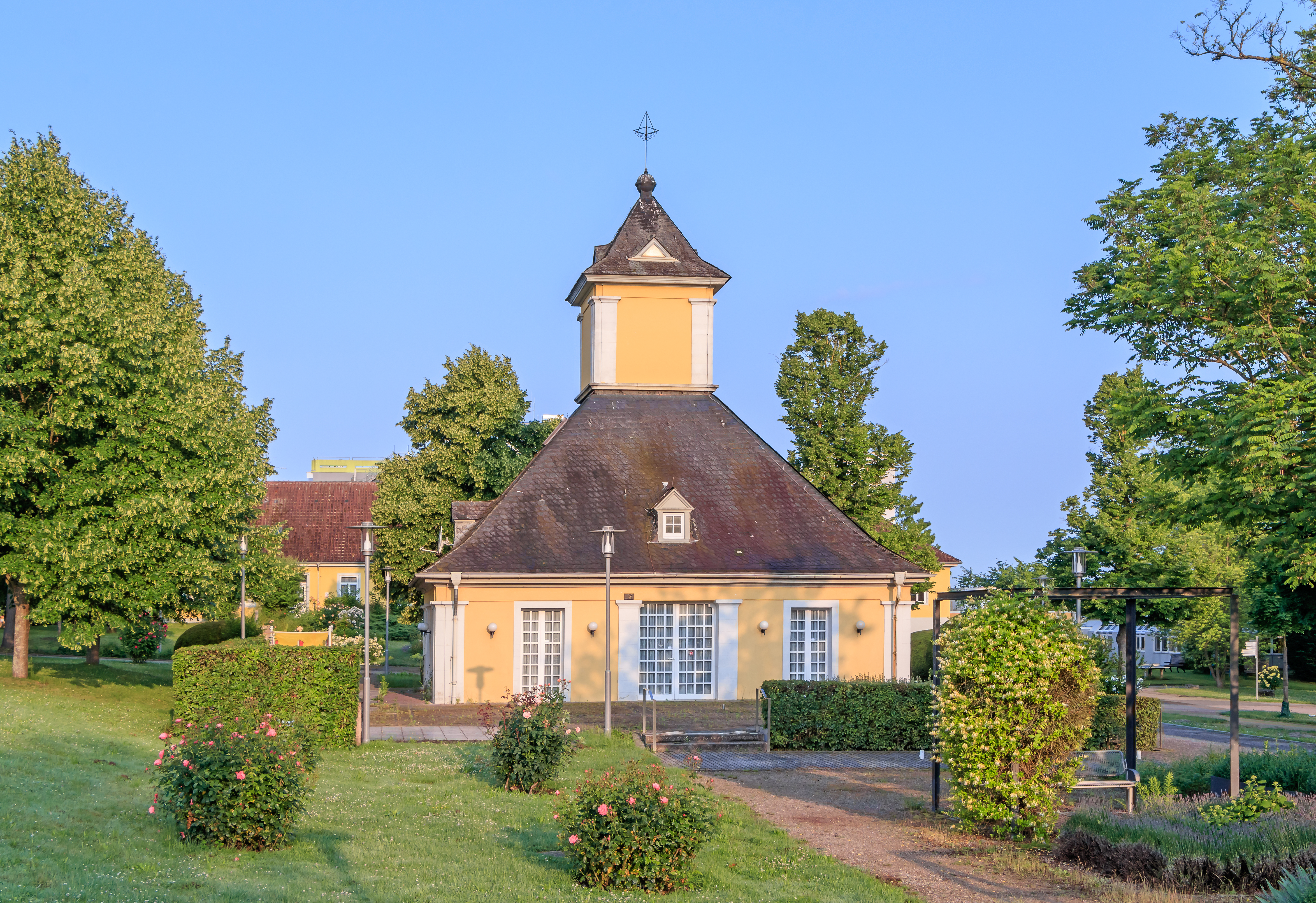
Trafostation
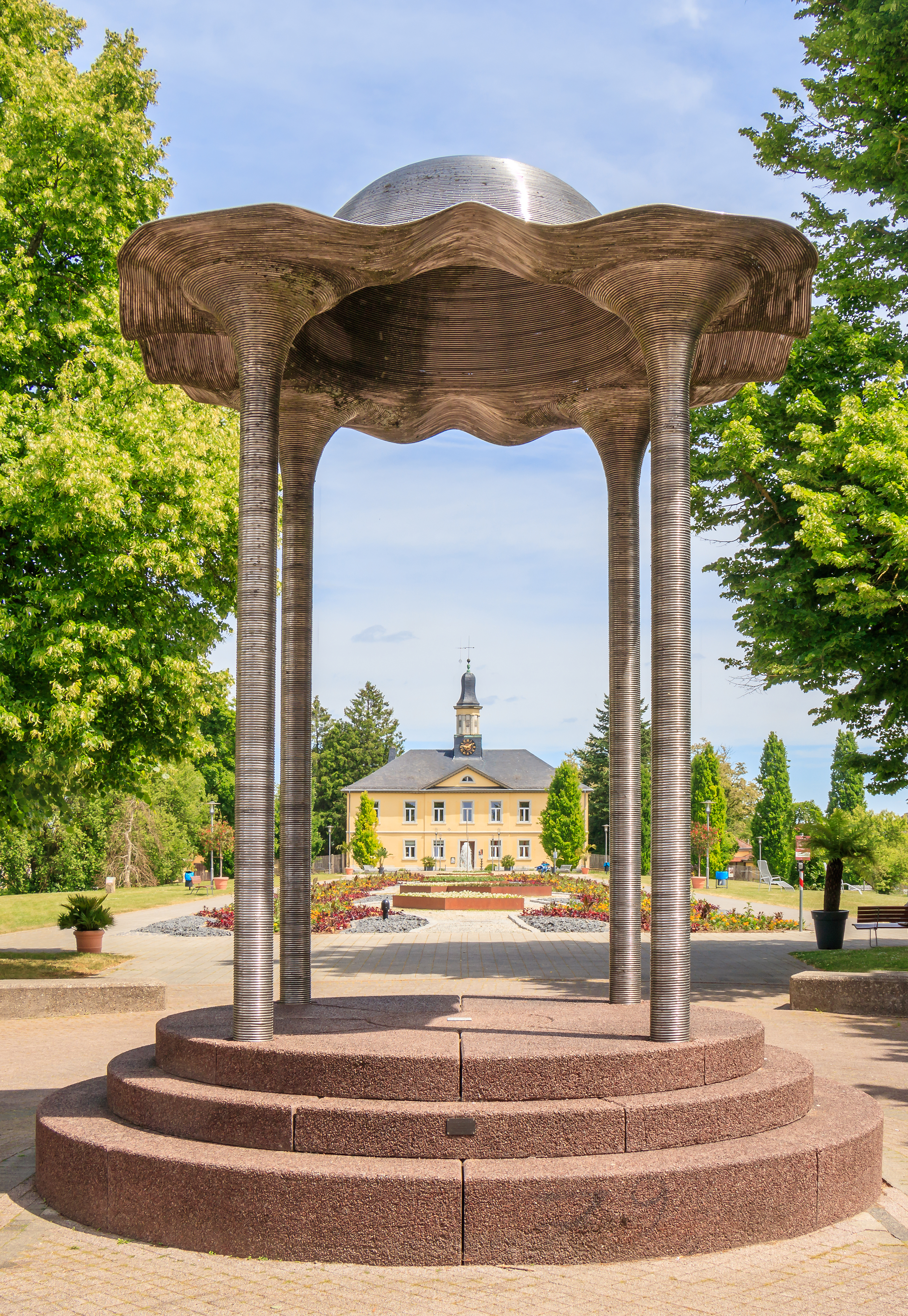
Monopteros

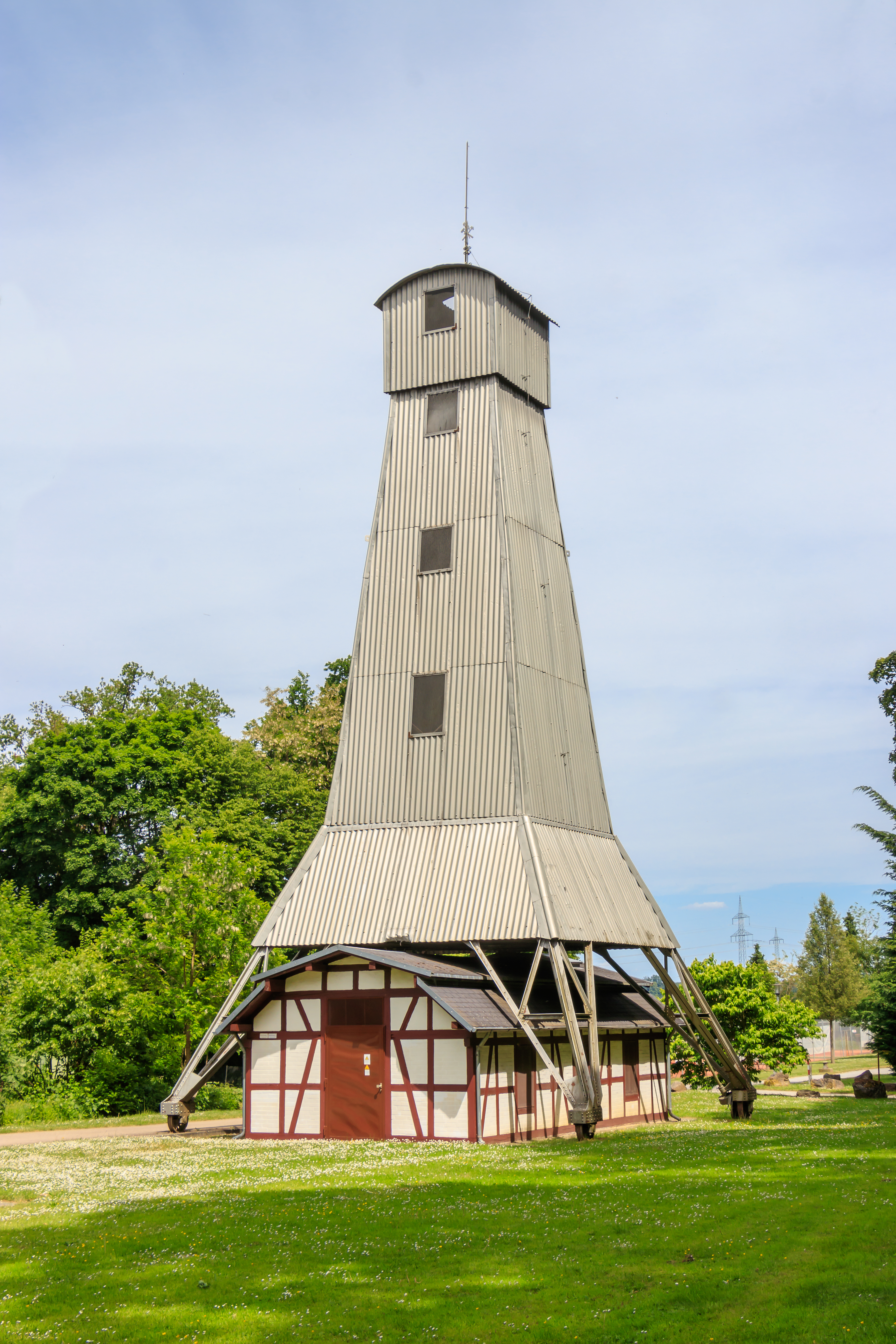
Bohrturm im Hohenstadter Grund

Südlich des Salinengartens schließt sich der Hohenstadter Grund mit mehreren Pumphäuschen zur Solegewinnung, einem Ehrenmal für die gefallenen Salinenarbeiter 1914–1918, einem historischen fahrbaren Bohrturm und einem Tretrad (so genannte Salinenkuh) aus den Anfängen der Solegewinnung an. Für die Landesgartenschau 2008 wurde dort außerdem ein Gradierwerk errichtet.

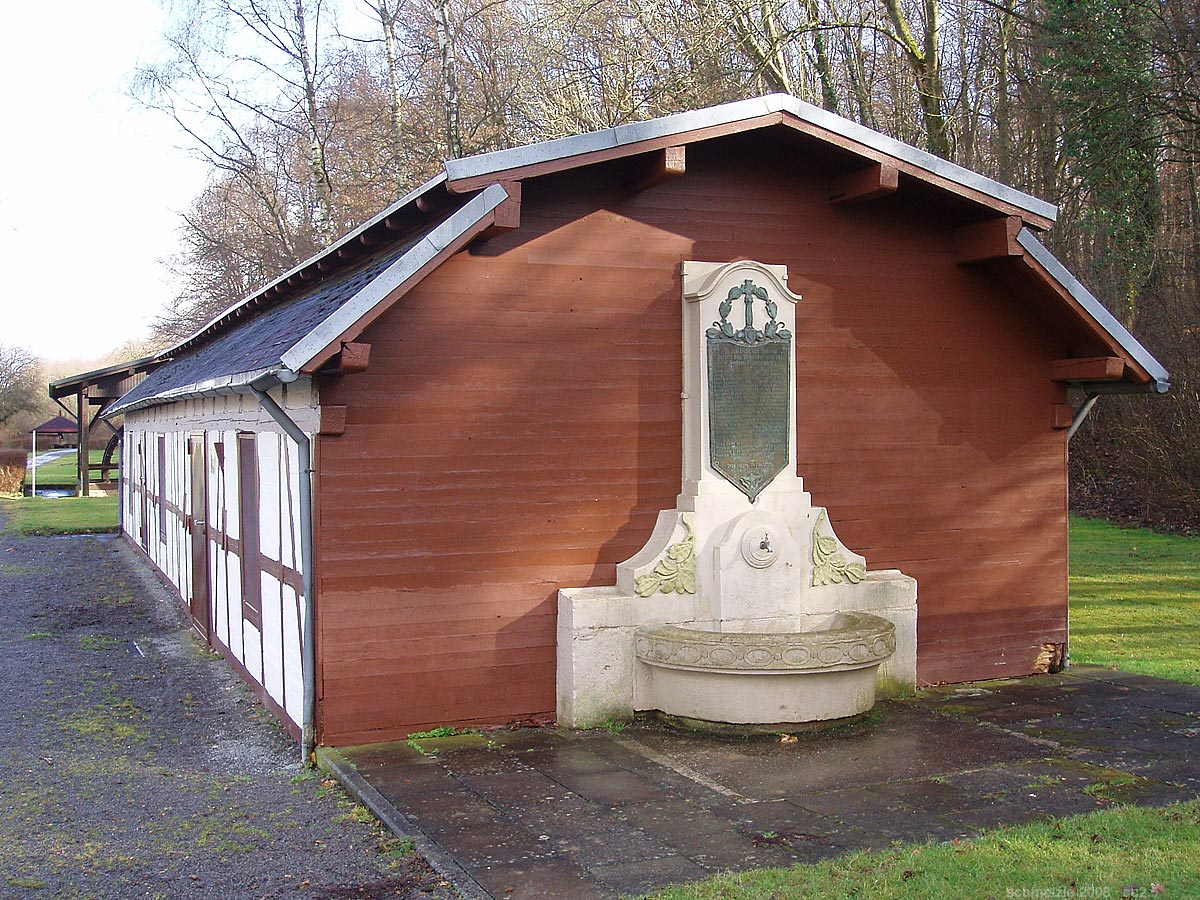
Pumpenhäuschen mit Ehrenmal
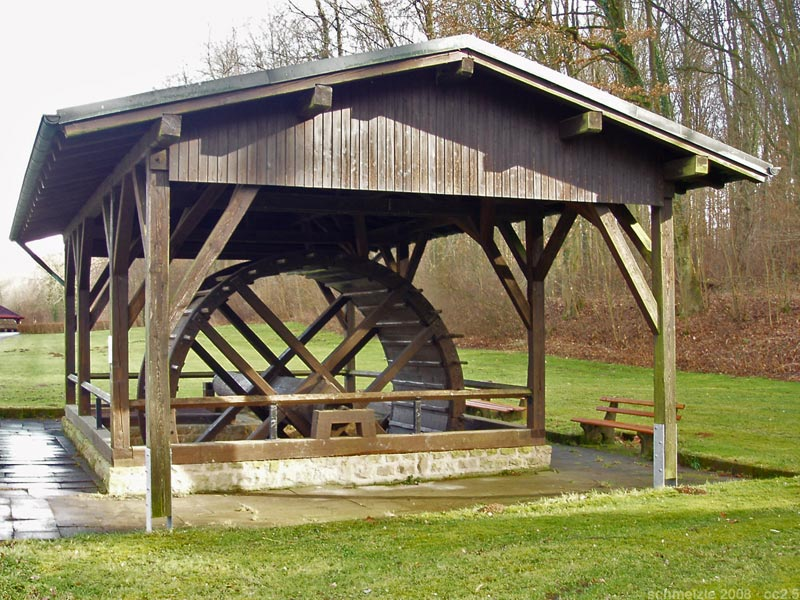
Tretrad (Salinenkuh)
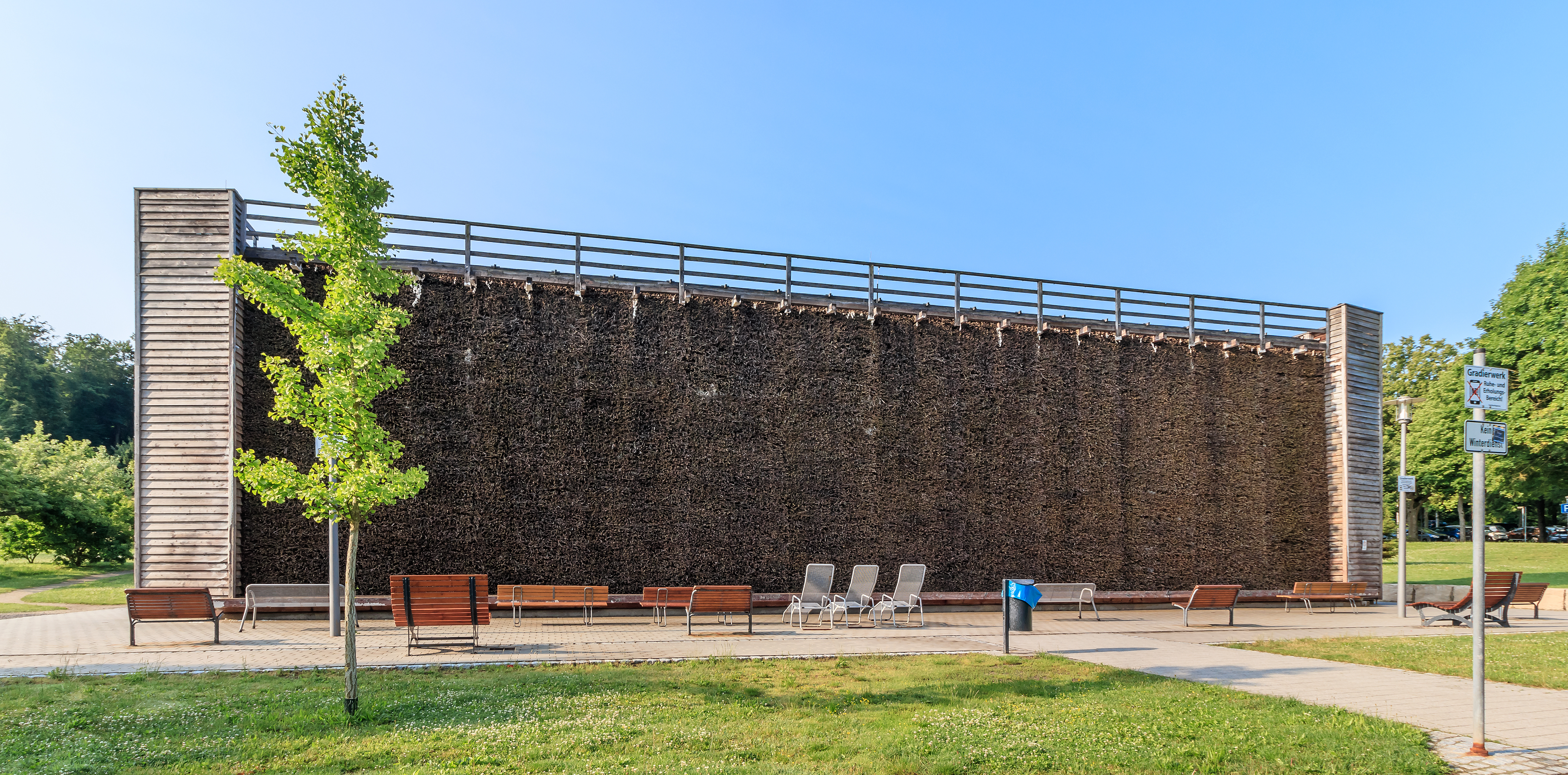
Gradierwerk

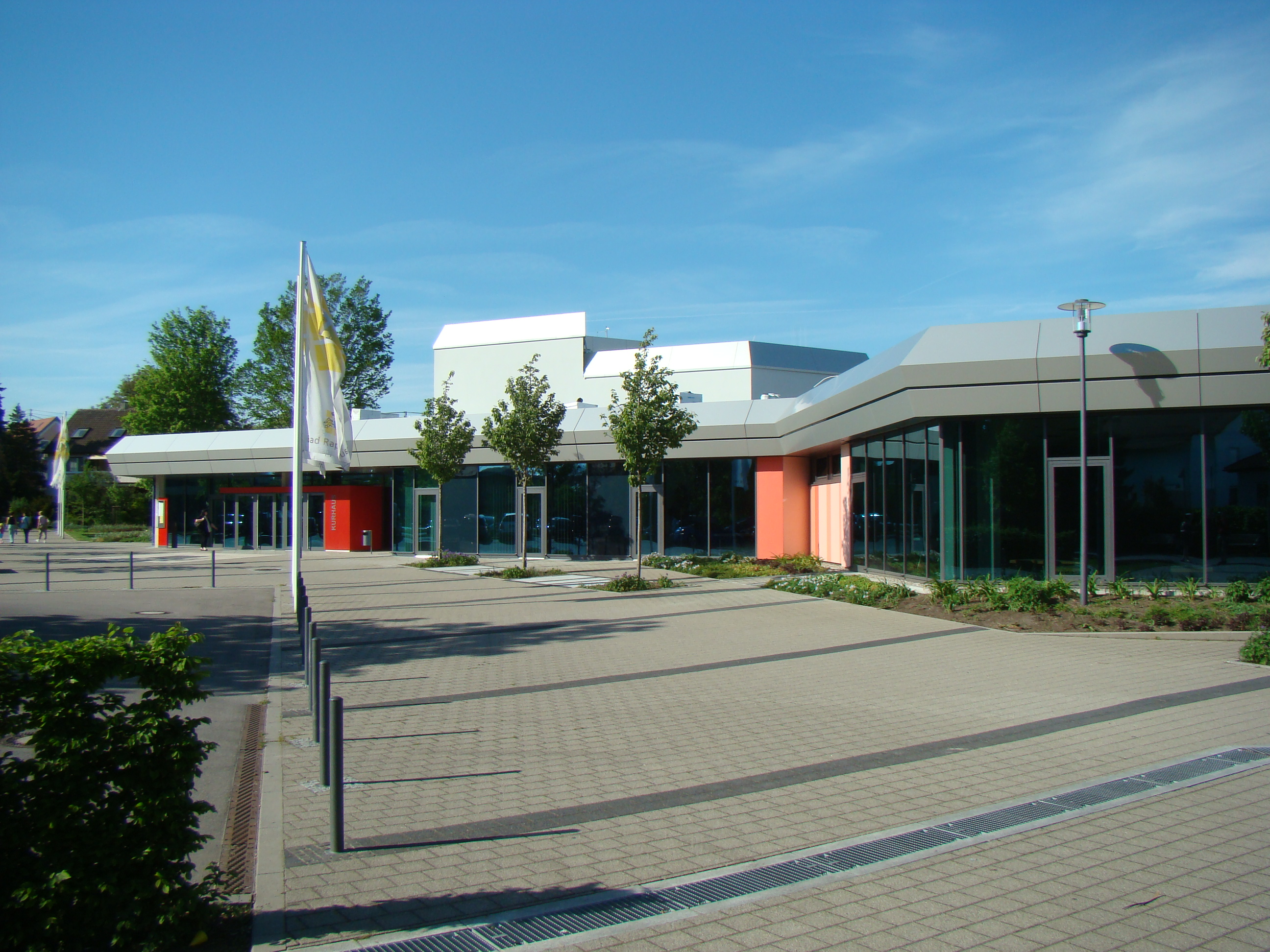
Neues Kurhaus

Nördlich des Salinengartens liegt durch die Bahnlinie getrennt der im Mühlbachtal langgestreckte Kurpark, der wie die anderen Parkanlagen auch für die Landesgartenschau 2008 großflächig umgestaltet wurde. Kurpark und Salinengarten sind durch eine neu errichtete Brücke mit einer doppelten Wendeltreppe verbunden. Den westlichen Abschluss des Kurparks bilden ein künstlich angestauter See und das Neue Kurhaus. Auf Höhe des Kurparks befand sich etwa von 1710 bis 1790 eine Mühle. Im sich nach Nordosten anschließenden weiteren Verlauf des Fünfmühlentals sind fünf ehemalige Mühlen erhalten, von denen die Kugelmühle, die Barthsmühle und die Sommersmühle sich noch auf der Gemarkung von Bad Rappenau befinden.

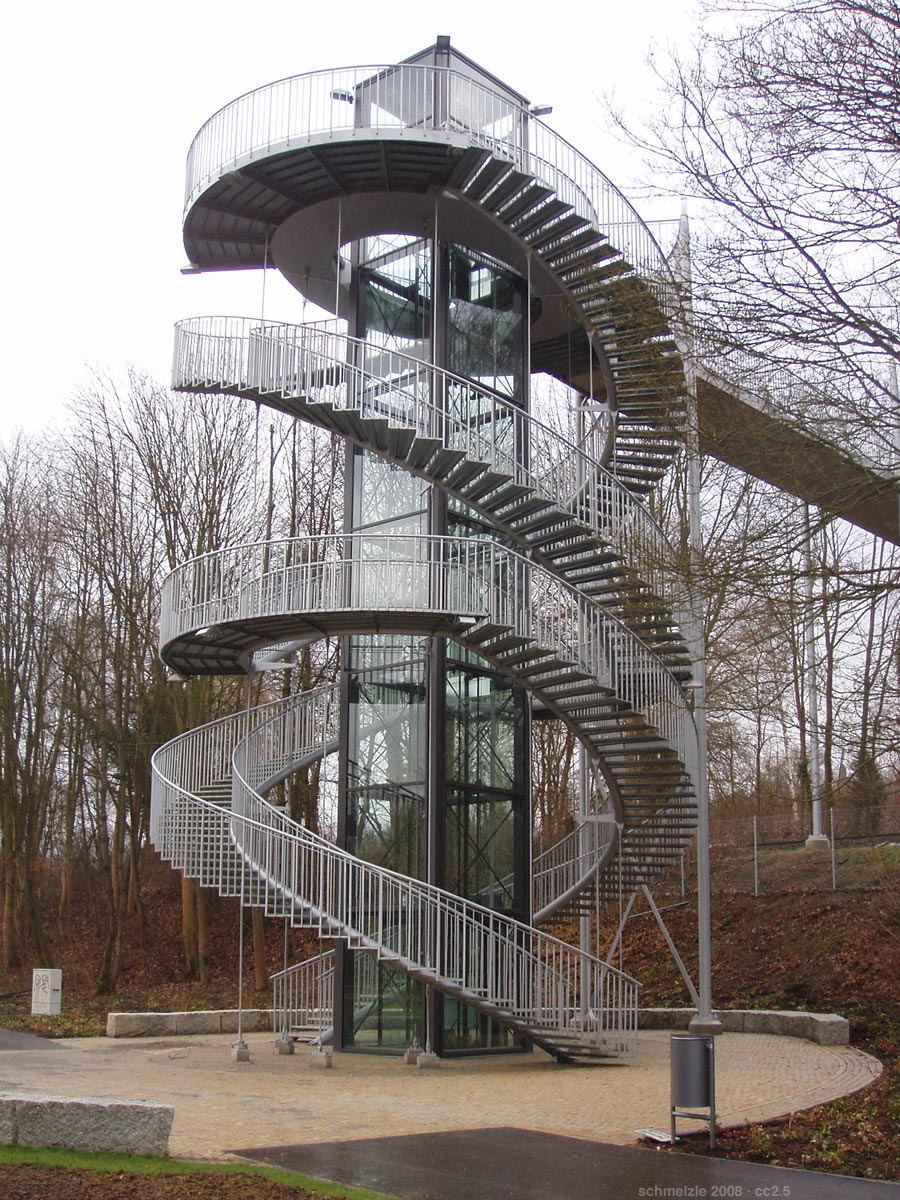
Treppenturm im Kurpark
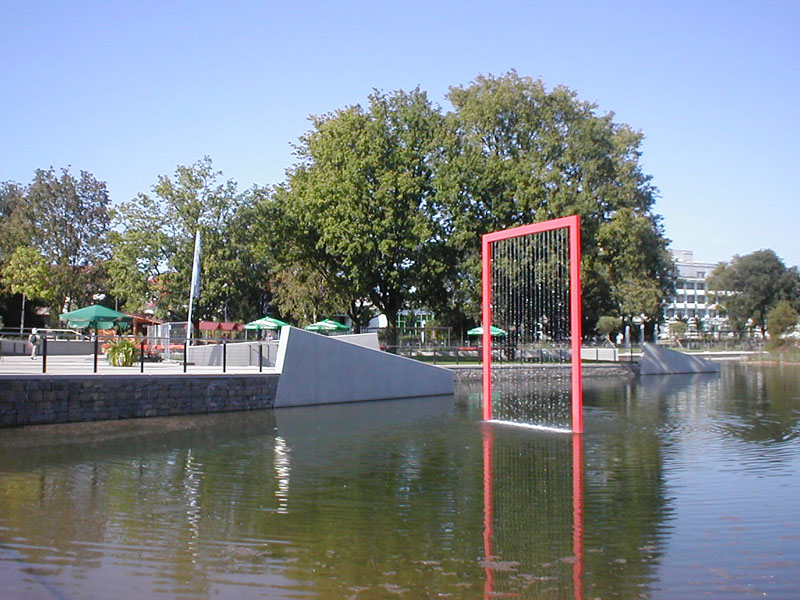
See im Kurpark
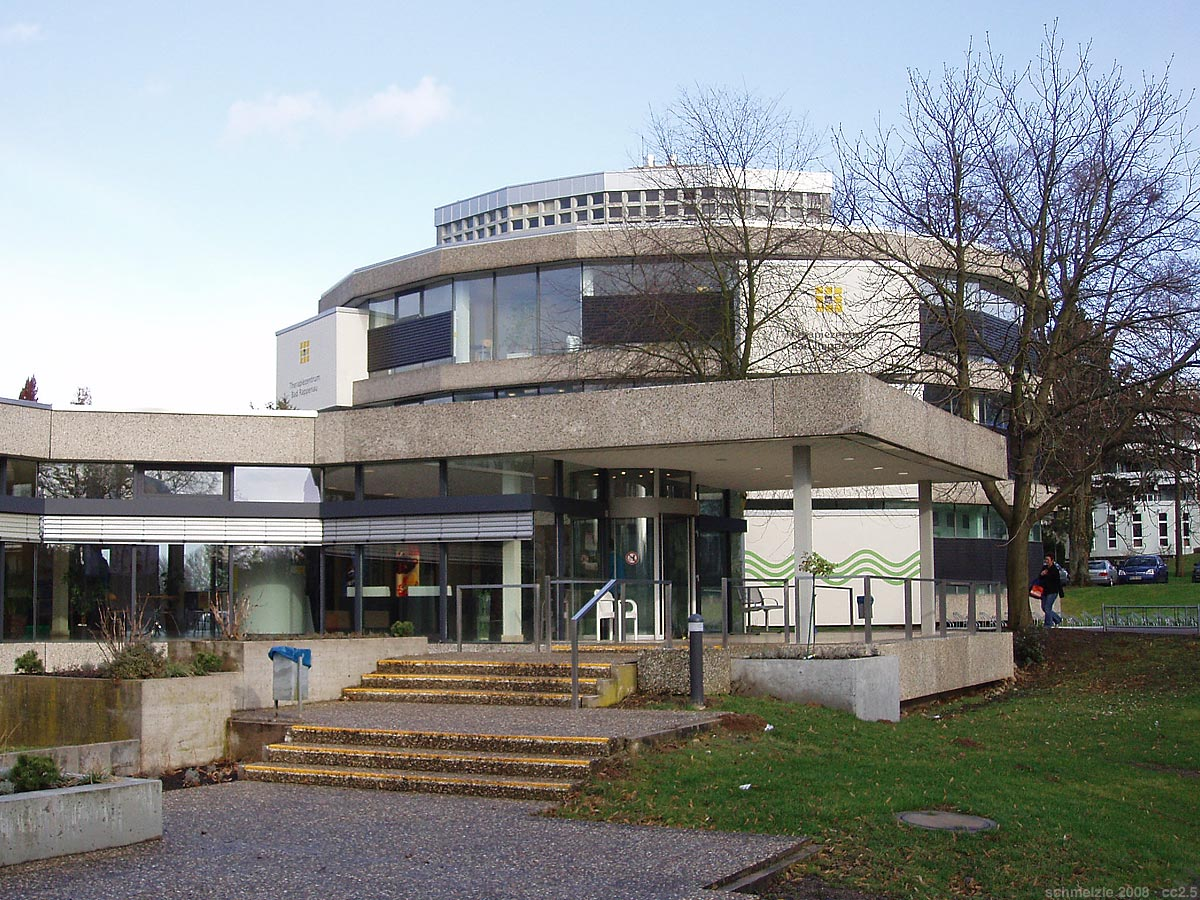
Kurmittelhaus

### Regelmäßige Veranstaltungen
In der Kernstadt findet alljährliche seit 1977 das Straßenfest und seit 1978 das Stadtfest statt. Auch die Siedlergemeinschaft veranstaltet jährlich ein Frühlingsfest. In den Stadtteilen gibt es seit den 1980er- bzw. 1990er-Jahren verschiedene jährlich stattfindende Feste, so zum Beispiel das Herbstfest und das Schlosshoffest in Grombach, das Fischerfest in Heinsheim, das Schlossfest in Obergimpern, das Kelterfest (Jakobimarkt) in Wollenberg oder den Martinimarkt in Zimmerhof. Das alljährliche Lichterfest am Kurpark hat bis zu 10.000 Besucher. Seit über 20 Jahren gibt es zwischen dem Ortsteil Zimmerhof und der Nachbargemeinde Siegelsbach das jährliche Open-Air-Festival am Römersee. Seit 2014 gesellt sich eine weitere musikalische Veranstaltung dazu, das Geschrubb&Geschepper Festival in der Mühltalhalle. Es findet jedes Jahr am dritten Novemberwochenende statt.

## Wirtschaft und Infrastruktur

### Verkehr

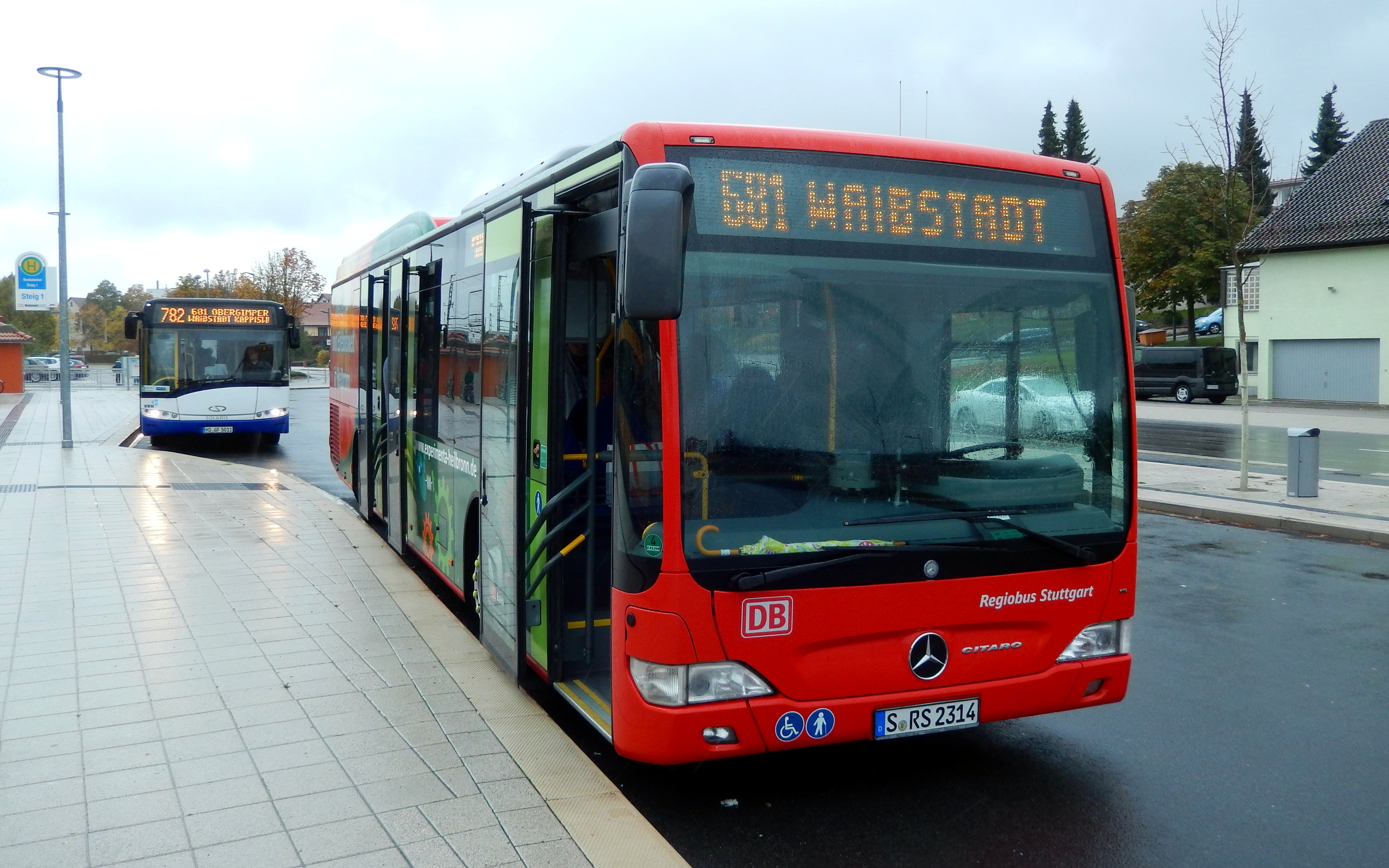
Busbahnhof

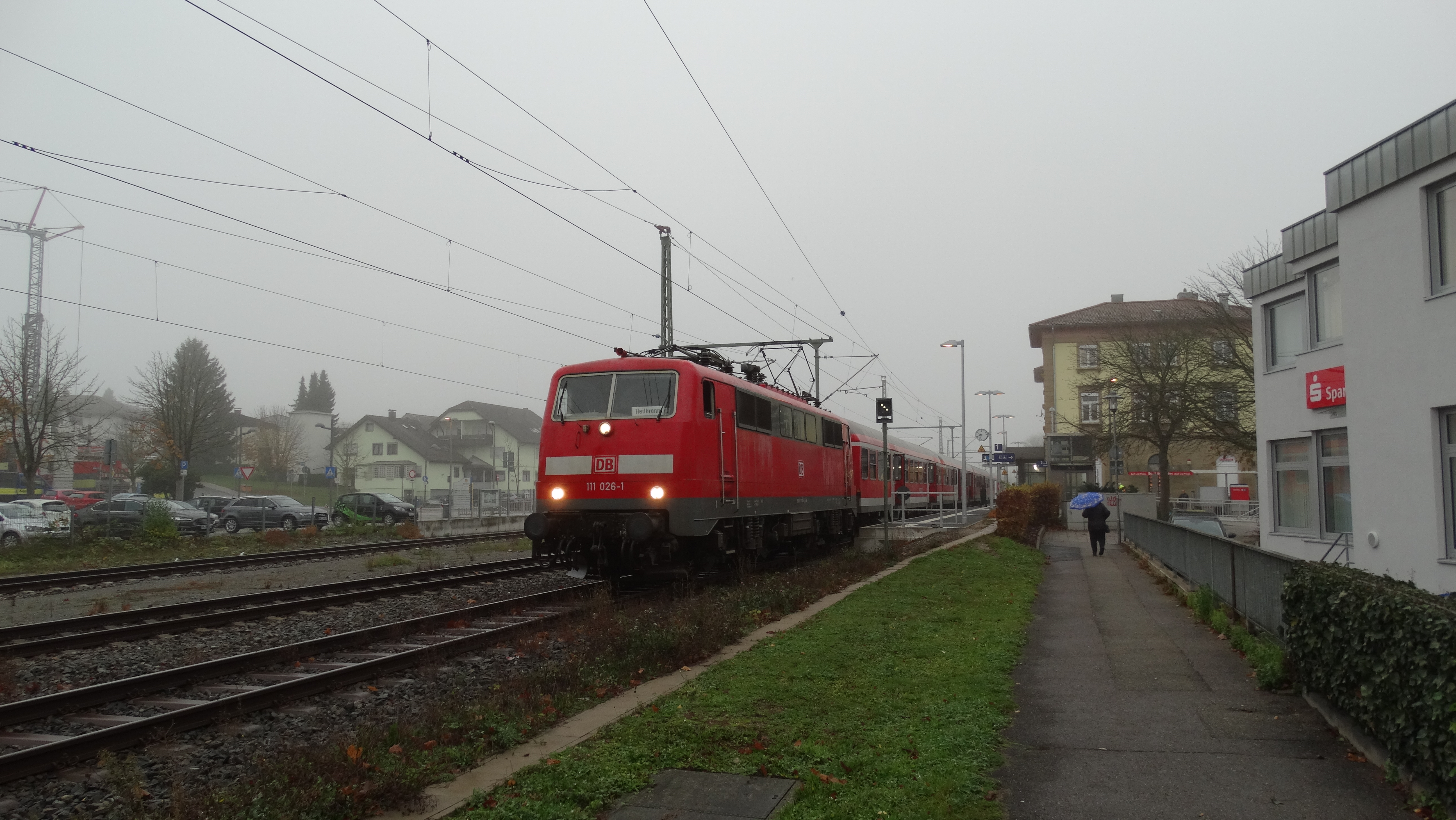
Bahnhof

#### Bahn- und Busverkehr
Der Bahnhof Bad Rappenau liegt an der Elsenztalbahn, die von Bad Friedrichshall Hauptbahnhof nach Heidelberg Hauptbahnhof führt. Den öffentlichen Personennahverkehr (ÖPNV) gewährleisten der Heilbronner Hohenloher Haller Nahverkehr (HNV) sowie der Verkehrsverbund Rhein-Neckar (VRN). Diese bedienen mehrere Buslinien in die Stadtteile, andere Gemeinden im Landkreis Heilbronn und eine Gemeinde im Neckar-Odenwald Kreis. Seit 2017 ist ein ehrenamtlicher Bürgerbus unterwegs.
Ende 2013 wurde auf dieser Strecke die Stadtbahn Heilbronn (Linie S 42) bis Bad Rappenau und Sinsheim verlängert. Die S-Bahn Heidelberg verkehrt in der Hauptverkehrszeit vereinzelt nach Bad Rappenau.
Durch den Stadtteil Obergimpern führt die Krebsbachtalbahn, auf der kein regelmäßiger Personenverkehr stattfindet. Die Reaktivierung inklusive Verknüpfung mit der Elsenztalbahn wurde im Oktober 2022 vom Gemeinderat Bad Rappenau beschlossen.

#### Fernstraßen
Bad Rappenau hat einen direkten Anschluss an der Bundesautobahn 6 (Mannheim–Heilbronn). Ferner führt durch den Stadtteil Fürfeld die Bundesstraße 39.

#### Radverkehr
Durch eine Alltagsroute aus dem Radnetz Baden-Württemberg ist Bad Rappenau über Bad Wimpfen mit Bad Friedrichshall und in der anderen Richtung über die Stadtteile Babstadt und Grombach mit Sinsheim verbunden. Über eine weitere Radnetz-Route ist der Stadtteil Heinsheim an Gundelsheim vorbei und über Haßmersheim mit Mosbach und in der anderen Richtung über Bad Wimpfen mit Bad Friedrichshall verbunden. Auf derselben Strecke verläuft in Heinsheim als Landes-Radfernweg der Neckartal-Radweg. Er führt von Villingen-Schwenningen nach Mannheim.

### Ansässige Unternehmen
Einige der größten Betriebe in Bad Rappenau:
- HERMES Logistikcenter Bad Rappenau – Ortsteil Bonfeld
- Mondi Packaging Bad Rappenau GmbH, Hersteller von Verpackungsmaterialien für die Industrie
- ZIMA Apparate GmbH, Hersteller von Filter- und Absauganlagen
- Stahl Plast Kunststoffe GmbH & Co., Vertrieb von Rohstoffen für die Kunststoff- und Kabelindustrie
- Losberger De Boer, Hersteller von mobilen, temporären Zelten, Hallen und Gebäude
- EOS KSI Inkasso Deutschland GmbH, Forderungs- und Kreditverwaltung
- Kraichgau-Klinik Bad Rappenau GmbH & Co.KG, Rehabilitationsklinik für Onkologie
- Vulpius Klinik GmbH, Klinik für Orthopädie, Endoprothetik, Handchirurgie, Schulterchirurgie
- Kurklinik Bad Rappenau GmbH, Verwaltung und Betrieb von Kurkliniken
- Häffner Bräu, Brauerei und Gaststättenbetrieb

### Medien
Über das lokale Geschehen in Bad Rappenau berichten die Tageszeitungen Kraichgau Stimme (eine Nebenausgabe der Heilbronner Stimme), der Bad Rappenauer Bote/Eppinger Nachrichten (eine Nebenausgabe der Rhein-Neckar-Zeitung) sowie das von der Pressestelle der Stadt Bad Rappenau herausgegebene Amtsblatt Mitteilungsblatt der großen Kreisstadt Bad Rappenau.

### Öffentliche Einrichtungen
Bad Rappenau hat ein Notariat. Des Weiteren gibt es einen Polizeiposten, welcher dem Polizeirevier Eppingen unterstellt ist.

### Freizeit
Die Kurstadt verfügt über ein rund 60 Jahre altes Sole- und Saunaparadies, das sogenannte RappSoDie in der Salinenstraße. Das Hallenbad soll Ende 2024 aus Altersgründen abgerissen und neu gebaut werden.

### Bildung
Bad Rappenau hat eine Verbundschule. Sie besteht aus einer Realschule, eine Förderschule, eine Grund- und Hauptschule mit Werkrealschule, eine Gemeinschaftsschule und je eine Grundschule in den Stadtteilen Bonfeld, Fürfeld, Grombach, Heinsheim, Obergimpern und Zimmerhof sowie eine gemeinsame Grundschule (Theodor-Heuss-Schule) für die Stadtteile Babstadt und Treschklingen. Die meisten Gymnasiasten aus Bad Rappenau besuchen das Hohenstaufen-Gymnasium Bad Wimpfen, während die Realschüler des nur wenige Kilometer entfernten Bad Wimpfen in der Regel auf die Verbundschule Bad Rappenau gehen. Darüber hinaus unterhält die Volkshochschule Unterland in Bad Rappenau eine Außenstelle. Die Stadt- und Kurbücherei Bad Rappenau hat einen Bestand von über 20.000 Büchern und anderen Medien.

## Persönlichkeiten

### Ehrenbürger
Die Gemeinde bzw. Stadt Bad Rappenau hat folgenden Personen das Ehrenbürgerrecht verliehen:
- 1836: Georg Christian Heinrich Rosentritt, Salineninspektor
- 1877: Heinrich Fink, Medizinalrat
- 1889: Hermann Behaghel, Baurat und Erbauer der Evangelischen Kirche
- 1935: Oscar Vulpius, Gründer der Vulpiusklinik
- 1947: Othmar Meisinger, Heimatforscher und Dichter
- 1948: Hermann Hofmann, Altbürgermeister
- 1957: Carl Münz, Landrat
- 1962: Lina Feucht, Gemeindeschwester
- 1978: Fritz Hagner, Bürgermeister a. D.

### Söhne und Töchter der Stadt
- Philipp Adolf von Ehrenberg (1583–1631), Fürstbischof von Würzburg 1623–1631
- Leopold Conradi (1776–1839), geboren in Obergimpern, Kaufmann in Stuttgart
- Philipp Albrecht von Gemmingen (1782–1852), geboren in Bonfeld, württembergischer Generalmajor
- Auguste von Hardenberg, geborene von Gemmingen (1809–1893), Präsidentin der Armen- und Krankenpflege im badischen Frauenverein
- Jakob Friedrich Bengel (1817–1878), Gastwirt und Schultheiß in Treschklingen sowie Abgeordneter im Badischen Landtag
- Wilhelm Schupp (1828–1909), geboren in Obergimpern, badischer Landtagsabgeordneter
- Oskar Hölder (1832–1894), geboren in Fürfeld, Zeichner, Bildhauer und Altertumsforscher
- Christine Schmutz (1838–1906), Mennonitin
- Christian Hege (1840–1907), Gutspächter und Abgeordneter
- Ernst von Gemmingen-Hornberg (1851–1928), geboren in Babstadt, badischer Abgeordneter, württembergischer Offizier
- Christian Hege (1869–1943), mennonitischer Journalist und Historiker
- Willi Egler (1887–1953), Maler
- Ludwig Egler (1894–1965), Komponist und Dichter
- Carl Egler (1896–1982), Bildhauer
- Hans-Heinz Hartmann (1931–2020), Zahnarzt und Archäologe
- Eberhard von Gemmingen (* 1936), Jesuitenpater und Leiter der deutschen Redaktion von Radio Vatikan
- Holger Schmezer (1947–2012), Dressurreiter und Cheftrainer der deutschen Dressurreiter
- Klaus Zapf (1952–2014), Unternehmer, Gründer des Berliner Unternehmens Zapf Umzüge
- Werner Habiger (1957–2016), Fußballspieler

### Sonstige Persönlichkeiten
- Charlotte Hofmann-Hege (1920–2012), Schriftstellerin, lebte und starb in Bad Rappenau
- Rudolf Petzold (1929–2023), Heimatforscher, lebte ab 1988 in Bad Rappenau
- Evelyn Sanders (1934–2022), Schriftstellerin, lebte in Bad Rappenau
- Carina Bär (* 1990), Rudersportlerin und Silbermedaillengewinnerin bei den Olympischen Sommerspielen 2012, lebt im Stadtteil Babstadt